# 功能主義建築

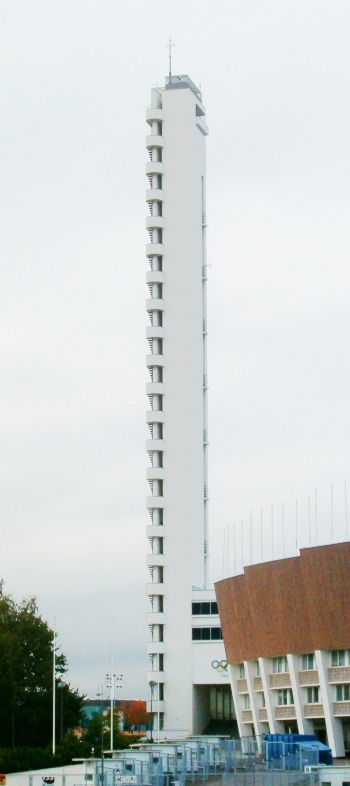
赫尔辛基奥林匹克体育场的塔楼（Y. Lindegren＆T.Jäntti，建于1934年至1938年）

在建筑中，功能主義（英語：functionalism）是指建築應該僅根據其用途和功能進行設計的原則。按照此原則設計的建築稱為功能主義建築。
該原則在行業內是一個令人困惑且有爭議的問題，特別是在现代主义建筑方面，因為它已不像其首次出現時那样不言而喻。
建築中功能主義的理論闡述可以追溯到维特鲁威三原則，其中（常譯作「實用」「耐用」等）与（美觀）和（堅固）並列，作為建築的三個經典目標之一。功能主義觀點在一些哥德復興式建築師中較為典型。特別是奥古斯塔斯·普金寫道：「建築物不應該有非便利、結構或禮儀所必需的特徵」、「所有裝飾都應該包含對建築基本結構的豐富」。
功能主義和美学的爭論中，二者往往被視為互斥的選擇，但實際上有一些建築師，如威尔·布鲁德、詹姆斯·波尔谢克和楊經文，他們試圖滿足維特鲁威的全部三個目標。
第一次世界大战之後，國際功能主義建築運動作為現代主義浪潮的一部分興起。這些理念的啟發在很大程度上來自為人民建設一個更美好的新世界的需要，正如歐洲在毀滅性的世界大戰之後的社會和政治運動所廣泛和強烈地表達的那樣。在這方面，功能主義建築常常與社会主义和現代人文主义思想聯繫在一起。這一波新的功能主義浪潮中一個微小改變是，建築和房屋不僅應圍繞功能性目的而設計，也應在最廣泛意義上用作為人們創造更美好世界和生活的手段。這種新的功能主義建築在捷克斯洛伐克、德国、波兰、苏联和荷兰以及20世纪30年代在斯堪的纳维亚和芬兰的影響最大。

## 功能主義歷史
1896年，芝加哥建築師路易斯·沙利文提出了「形式永遠追隨功能」的口號。然而，這一格言與當代對「功能」一詞的理解或用戶需求的滿足無關；相反，它是基於形而上學，作為有機質的表達，可以解釋為「命運」的意思。
20世紀30年代中期，功能主義開始作為一種美學方法而非設計完整性（用途）問題而被討論。功能主義的概念與缺乏裝飾相混淆，而這本是另一回事。它成為了一個關於最單調、最粗暴的空間遮蓋方式的貶義詞，如廉價的商業建築和棚屋，最後用於例如巴克明斯特·富勒的穹頂的學術批評，僅僅作為「gauche」（笨拙的）的同義詞。
70年來，知名美國建築師菲力普·強生認為，這個專業沒有任何功能性的職責，這是今日各種各樣的觀點之一。後現代建築師彼得·艾森曼的立場建立在非用戶友好（user-hostile）的理論基礎之上，甚至更加極端：「我不設計功能。」

## 現代主義
現代建築流行觀念深受法國-瑞士建築師勒·柯布西耶和德國建築師密斯·凡德羅的影響。兩人都是功能主義者，至少他們的建築和過往的風格相比有了極大的簡化。1923年，密斯·凡德羅在德國魏玛工作，並開始了他的職業生涯，設計極其簡化、親切細緻的結構，以實現沙利文對固有的建築美的目標。勒·柯布西耶有一句名言：「住宅是居住的機器」；他於1923年出版的《走向新建築》一書至今仍有很大影響力，他早期設計的作品，如法国普瓦西的薩伏伊別墅，被認為是功能主義典型。

## 歐洲

### 捷克斯洛伐克
前捷克斯洛伐克較早採納了功能主義風格，知名案例有布爾諾的圖根哈特別墅，由密斯·凡德羅於1928年設計；布拉格的米勒别墅，由阿道夫·路斯於1930年設計；兹林市的大部分，由巴塔鞋業公司在20世纪20年代開發為工廠市鎮，由勒·柯布西耶的學生František Lydie Gahura設計。
該國在20世紀初迅速工業化，並歡迎同時期德國出現的包豪斯風格建築，因而功能主義風格的別墅、公寓樓和室內設計、工廠、辦公大樓和百貨商店在全國各地均可找到。布爾諾的大型城市擴建特別包含許多功能主義風格的公寓樓，而比尔森的阿道夫·路斯的家居室內設計也以其對功能主義原則的應用而著稱。

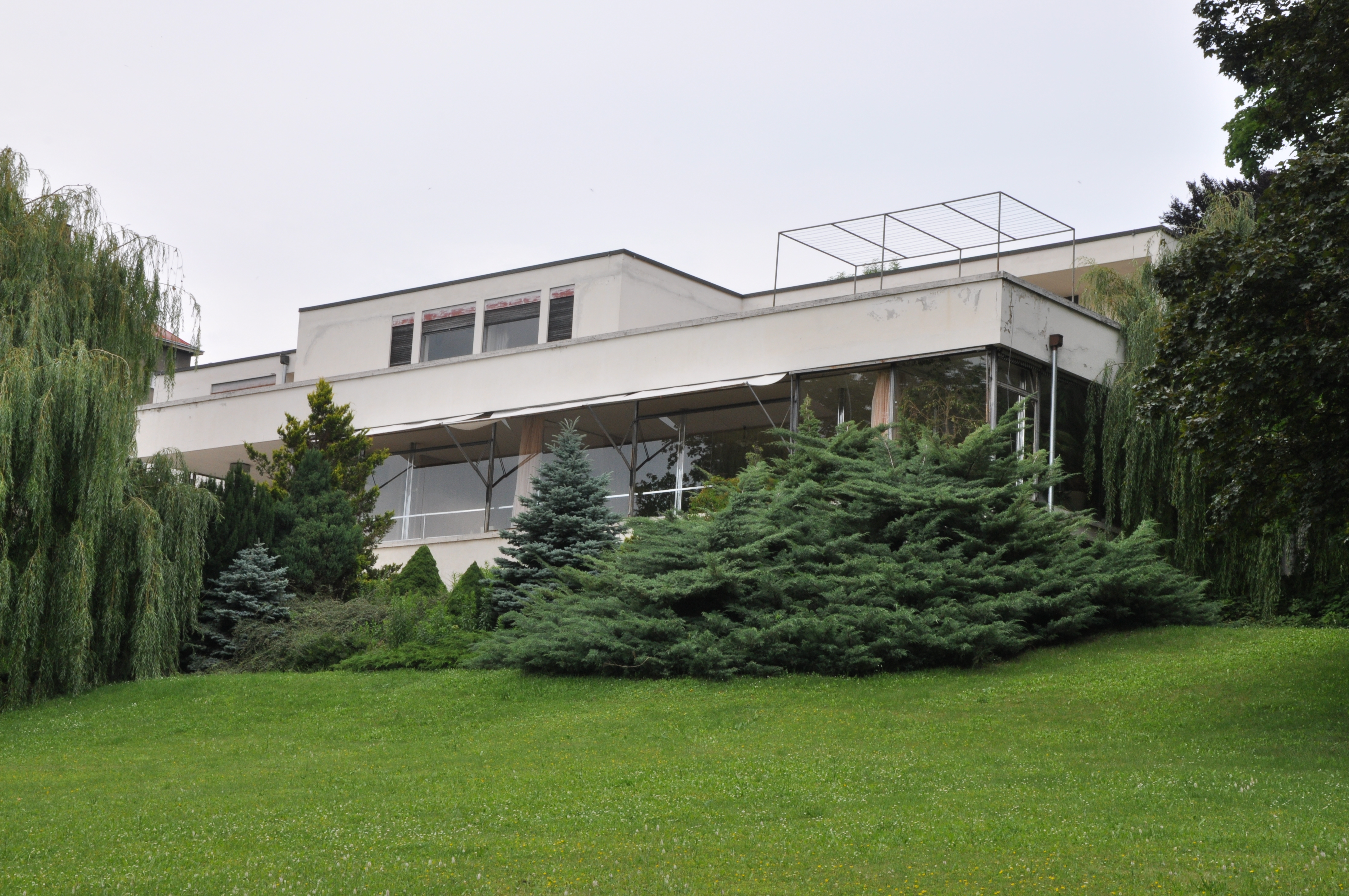
圖根哈特別墅（布爾諾），1928，密斯·凡德羅
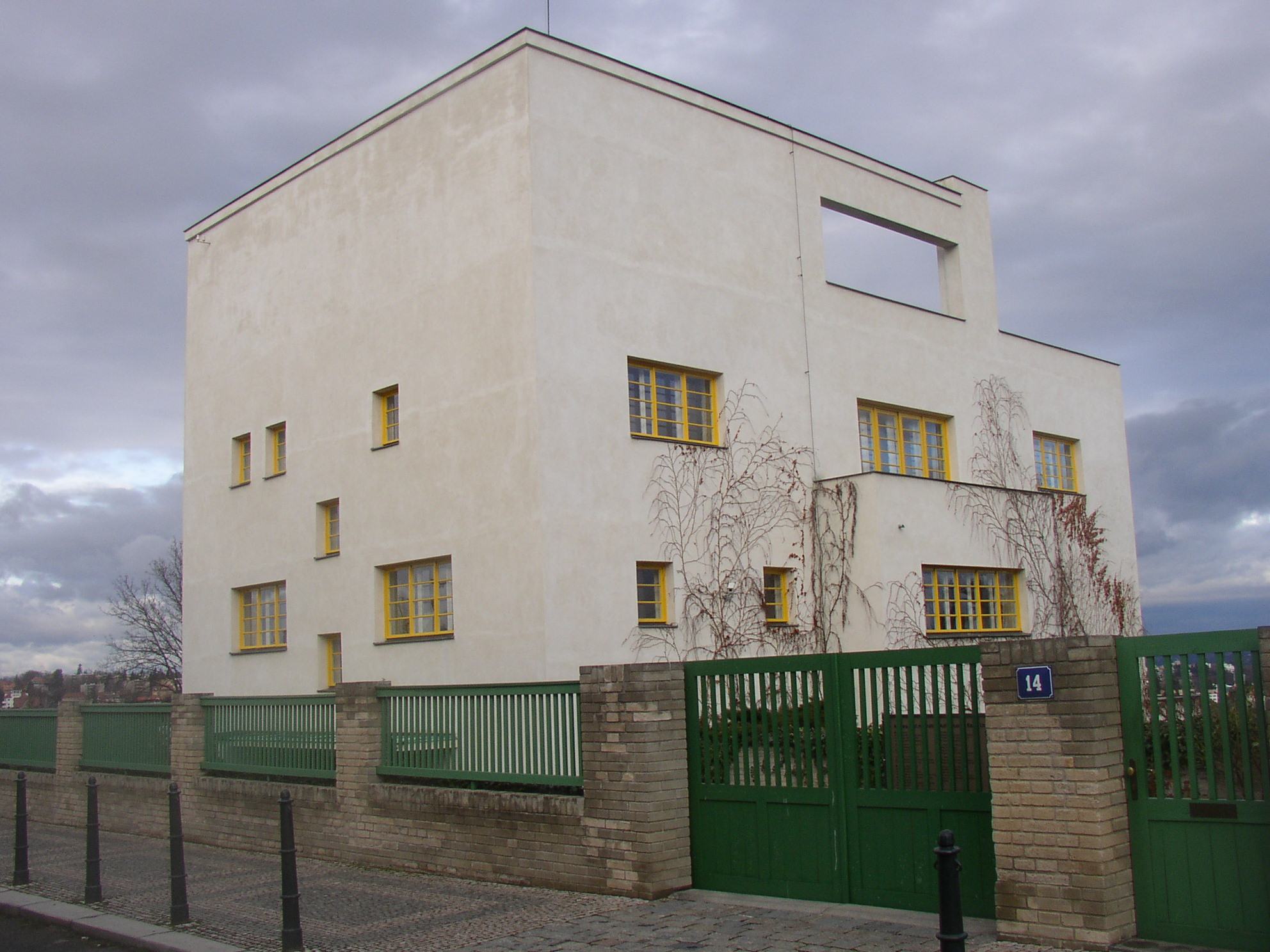
米勒别墅（英语：Villa Müller）（布拉格），1930，阿道夫·路斯
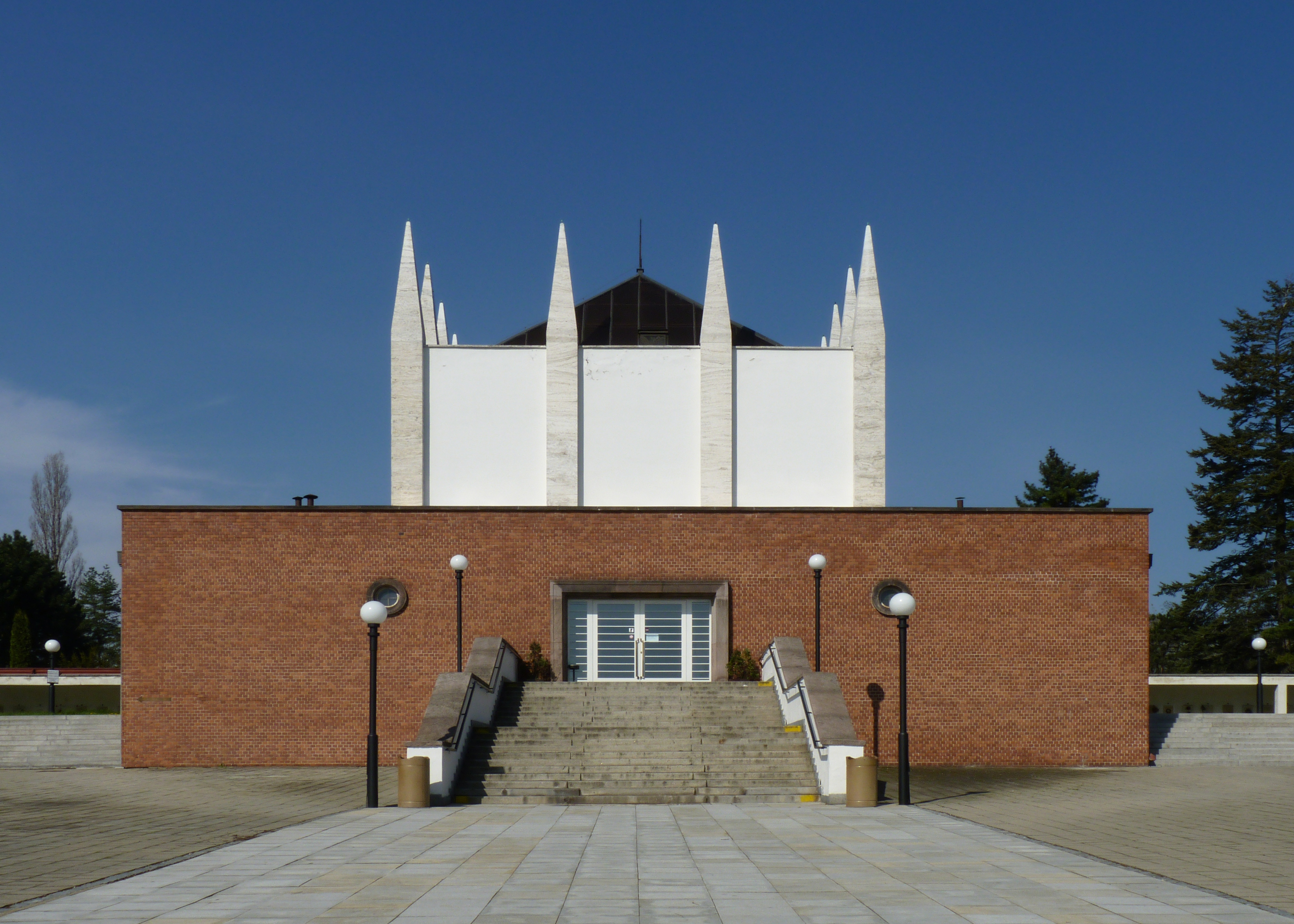
布爾諾火葬場[8]（布爾諾），1930，Ernst Wiesner
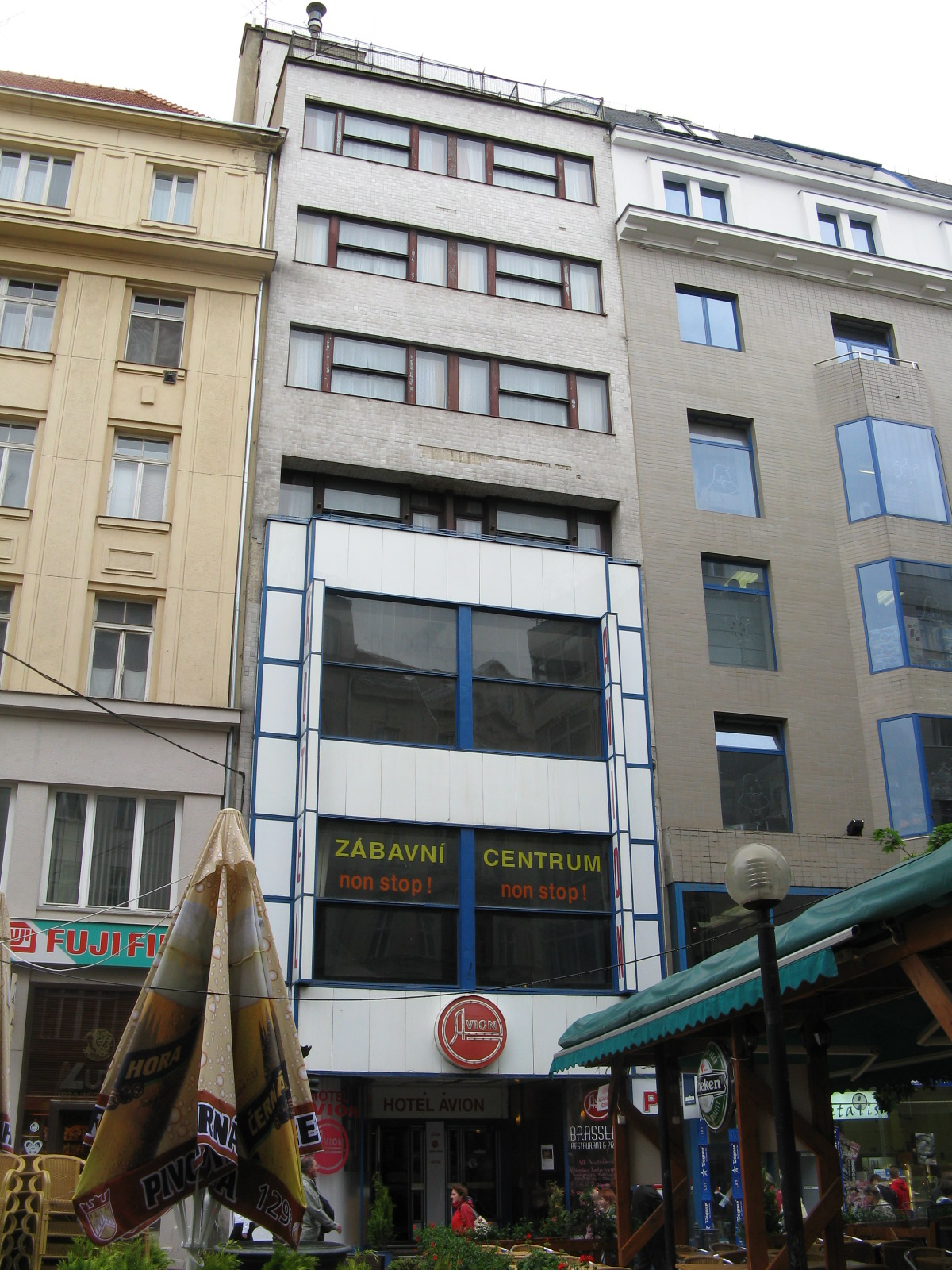
Avion酒店（布爾諾），1928，Bohuslav Fuchs
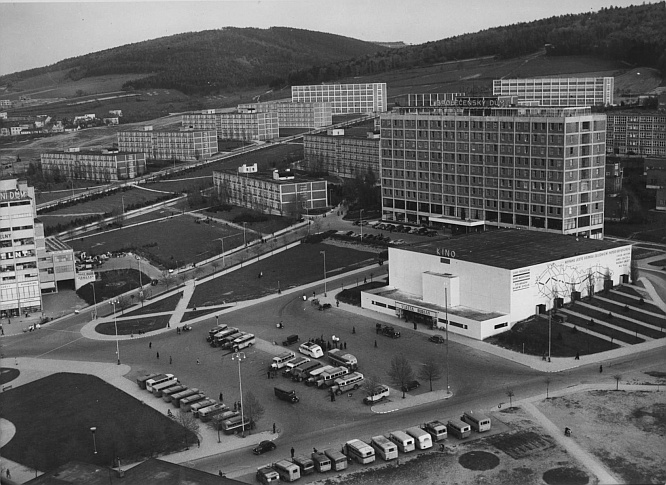
捷克共和國茲林市，巴塔鞋業建設的工廠城鎮

### 北歐「funkis」

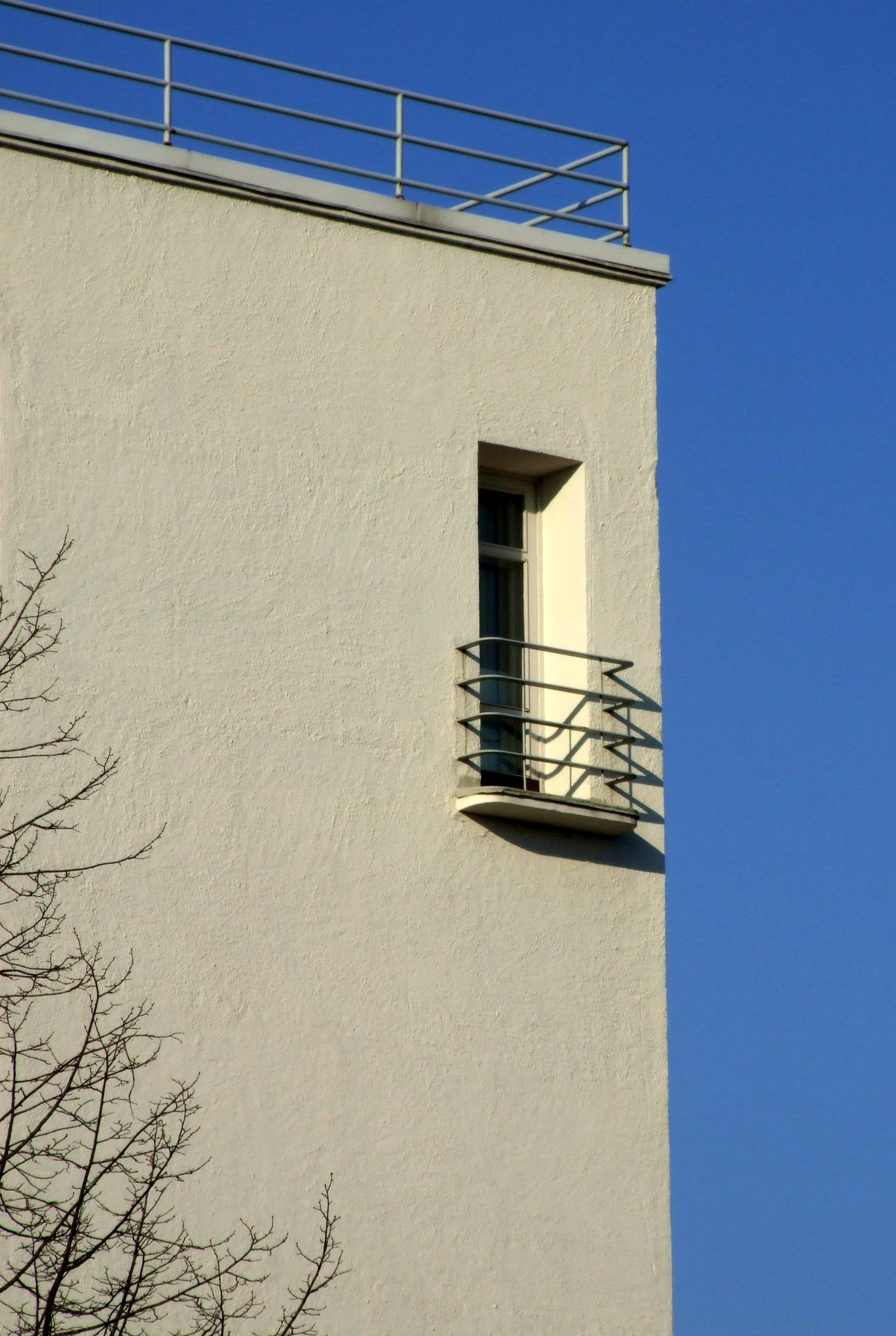
北歐funkis的典型欄杆、平屋頂、紙灰粉刷和顏色細節（SOK倉庫和辦公室，1938年，芬蘭）

在斯堪的納維亞半島（含芬蘭），在負責人和瑞典建築師贡纳尔·阿斯普隆德的指導下，1930年斯德哥爾摩博覽會使現代主義建築的國際運動和理念在建築師中廣為人知。熱情的建築師們在宣言acceptera中收錄了他們的想法和靈感，在此後的幾年裏，整個斯堪的納維亞半島上出現了一種功能主義建築風格。該類型包含斯堪的納維亞半島獨有的一些特色，通常被稱為「funkis」，以區別於一般的功能主義。一些常見的特色有平屋頂、粉饰灰泥牆壁， 建筑玻璃和採光充足的房間，工業表達和航海風格的細節，包括圓窗。全球股災和1929年經濟危機促使人們需要使用廉價的材料，如磚和混凝土，並快速高效地建設。這些需求成為北歐版功能主義建築的另一標誌，特別是20世紀30年代的建築中，並延續至第二次世界大戰後，工業批量生產變得更加普遍時的現代主義建築中。
和大多數建築風格一樣，北歐funkis就其範圍而言是國際性的，並且區域內有多個建築師設計北歐funkis建築。一些最活躍的以這種風格在國際上工作的建築師包括Edvard Heiberg、阿纳·雅各布森和阿尔瓦尔·阿尔托。 北歐funkis在斯堪的納維亞的城市建築中佔有突出地位，因為在第二次世界大戰之後，成長中的福利國家的城市住房和新機構的需求激增。Funkis在20世紀30年代和40年代達到鼎盛，但功能主義建築在20世紀60年代仍在建造。只不過，這些後來的建築在北歐語境中往往被歸類為是現代主義的。

#### 丹麥
Vilhelm Lauritzen、阿纳·雅各布森和C.F. 默勒是丹麥新功能主義思想的建築師中最活躍、最具有影響力的。阿纳·雅各布森、Poul Kjærholm、凯尔·柯林特，以及其他人擴展了一般情況下的設計方法，其中最知名的就是家具演变成現代丹麥風格。一些非建築行業的丹麥設計師和藝術家有時也包括在了丹麥功能主義運動中，如芬恩·尤尔、路易斯·波尔森和保爾·漢寧森。在丹麥，人們往往偏好磚塊而非鋼筋混凝土作為建築材料，在funkis建築中也不例外。除了機構和公寓樓外，1925年至1945年期間丹麥建造了超過10萬套獨戶家庭房屋。然而，真正專注的funkis設計經常被謹慎對待。許多住宅建築只包括一些funkis的標誌性元素，如圓窗、角窗或建築玻璃，以彰顯現代性，同時不過分地挑釁保守的傳統主義者。這種剋制的funkis設計手法分支創造了丹麥版的平房建築。
丹麥功能主義建築的典例有Vilhelm Lauritzen設計的凱斯楚普機場1939年客運大樓、奥胡斯大学（C.F. 默勒等人設計）和奧胡斯市政廳（阿納·雅各布森等人設計），這些都包含有按功能主義精神定製的家具和燈具。北歐國家中最大的功能主義綜合體是30,000平方米的Hostrups Have，位於哥本哈根。

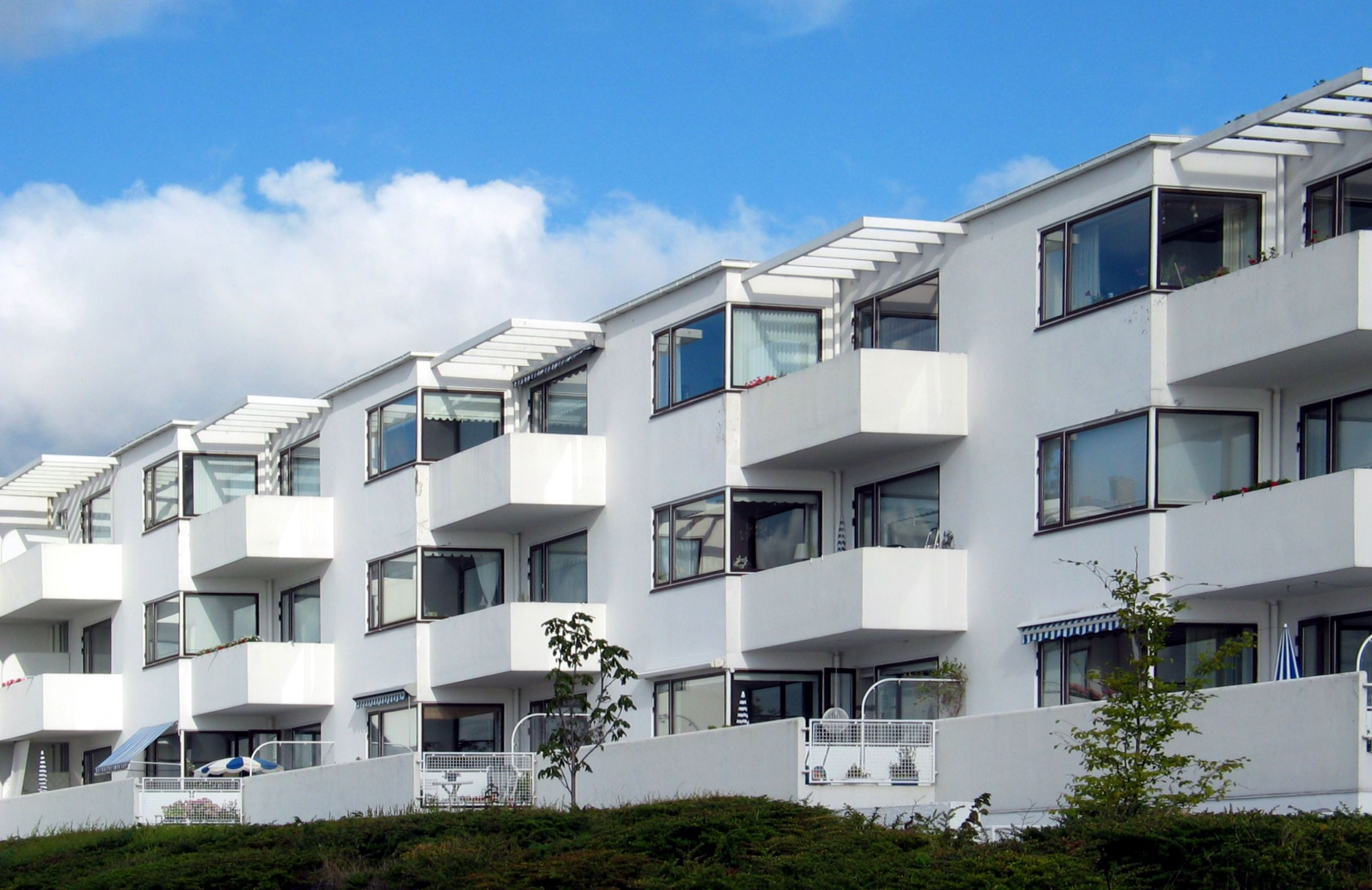
Bellavista（1934），卡拉姆堡（英语：Klampenborg）
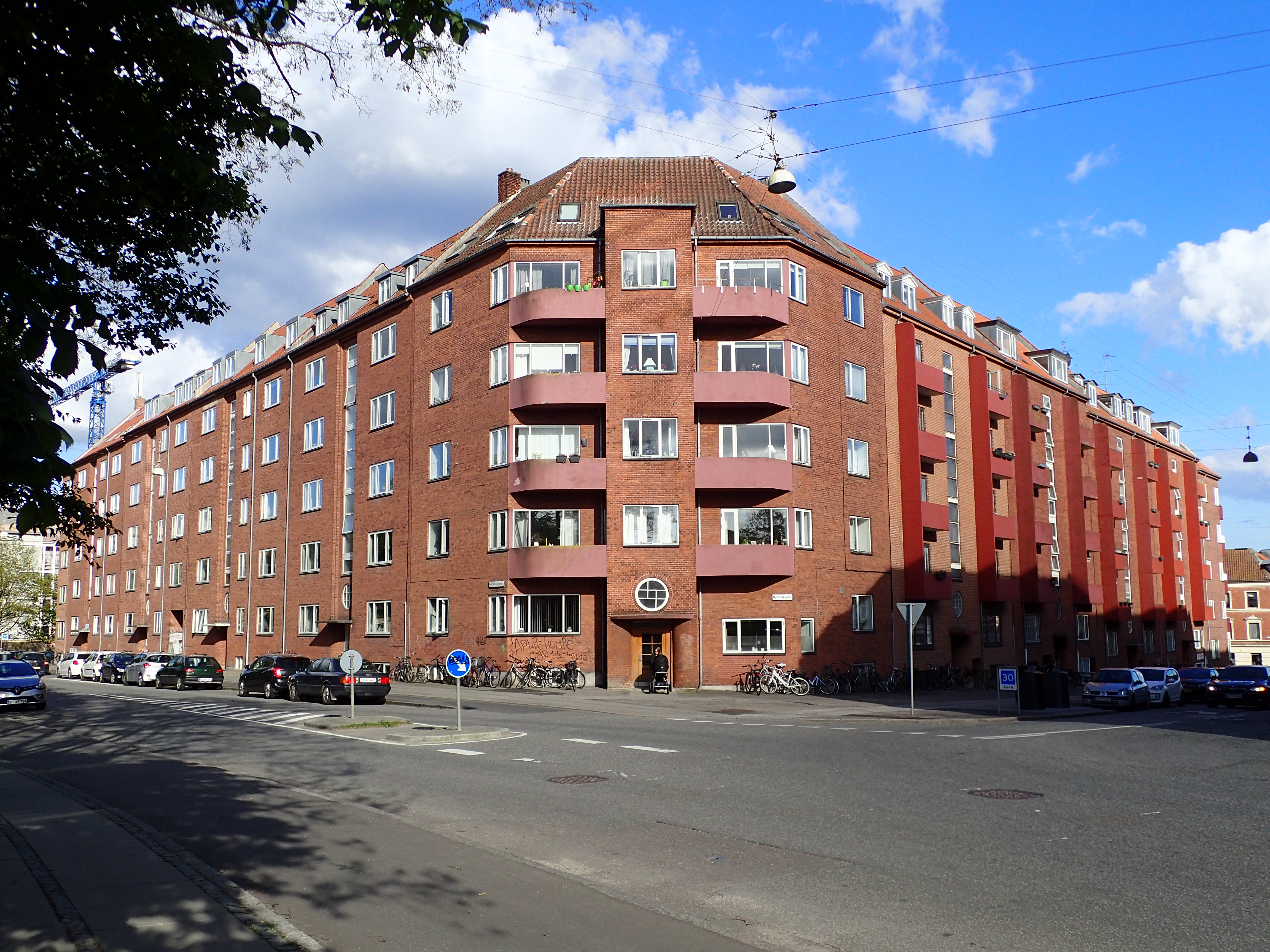
Bakkegården（1935-38）， 奥胡斯
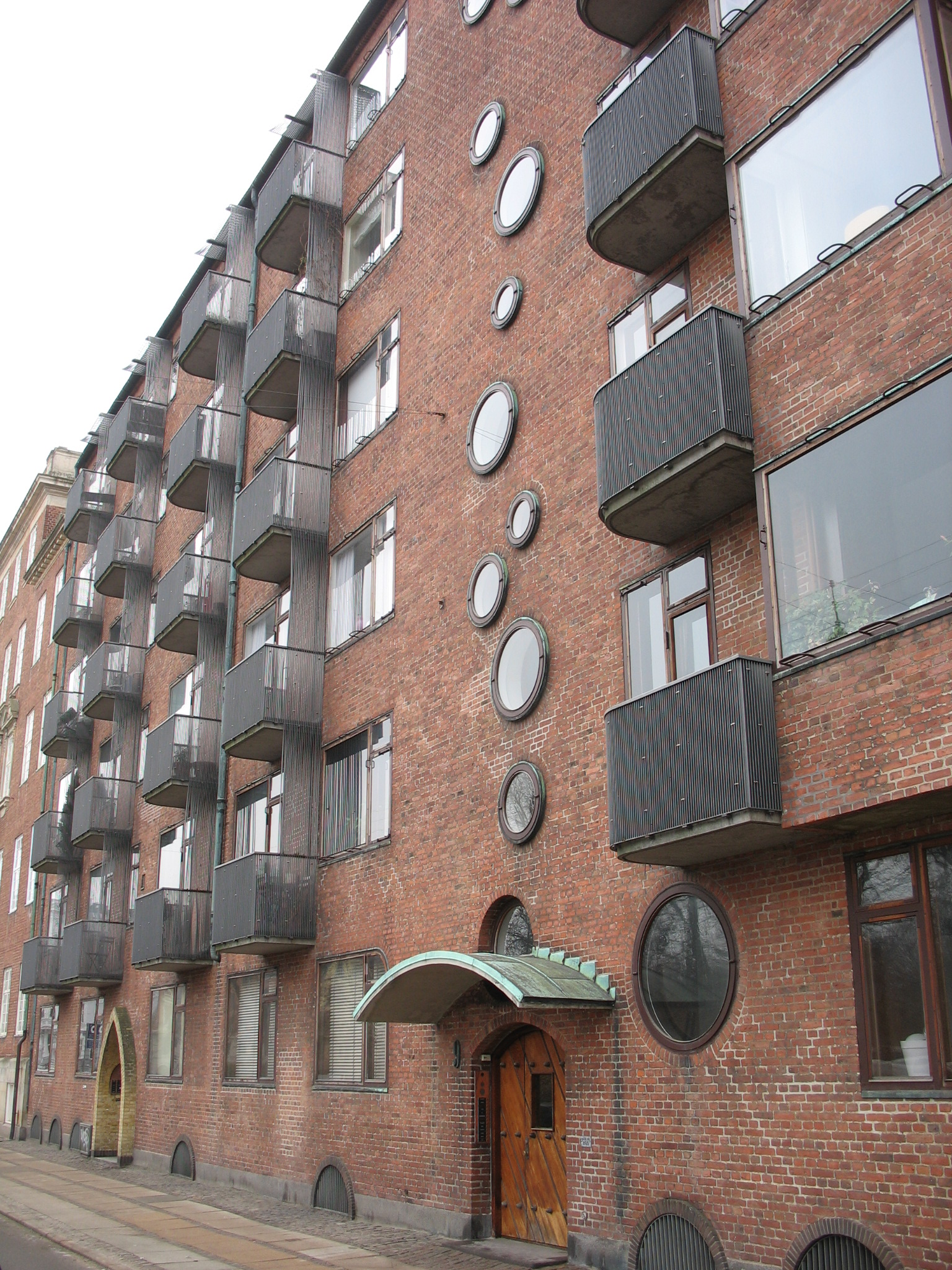
Champagnehuset（1936），哥本哈根
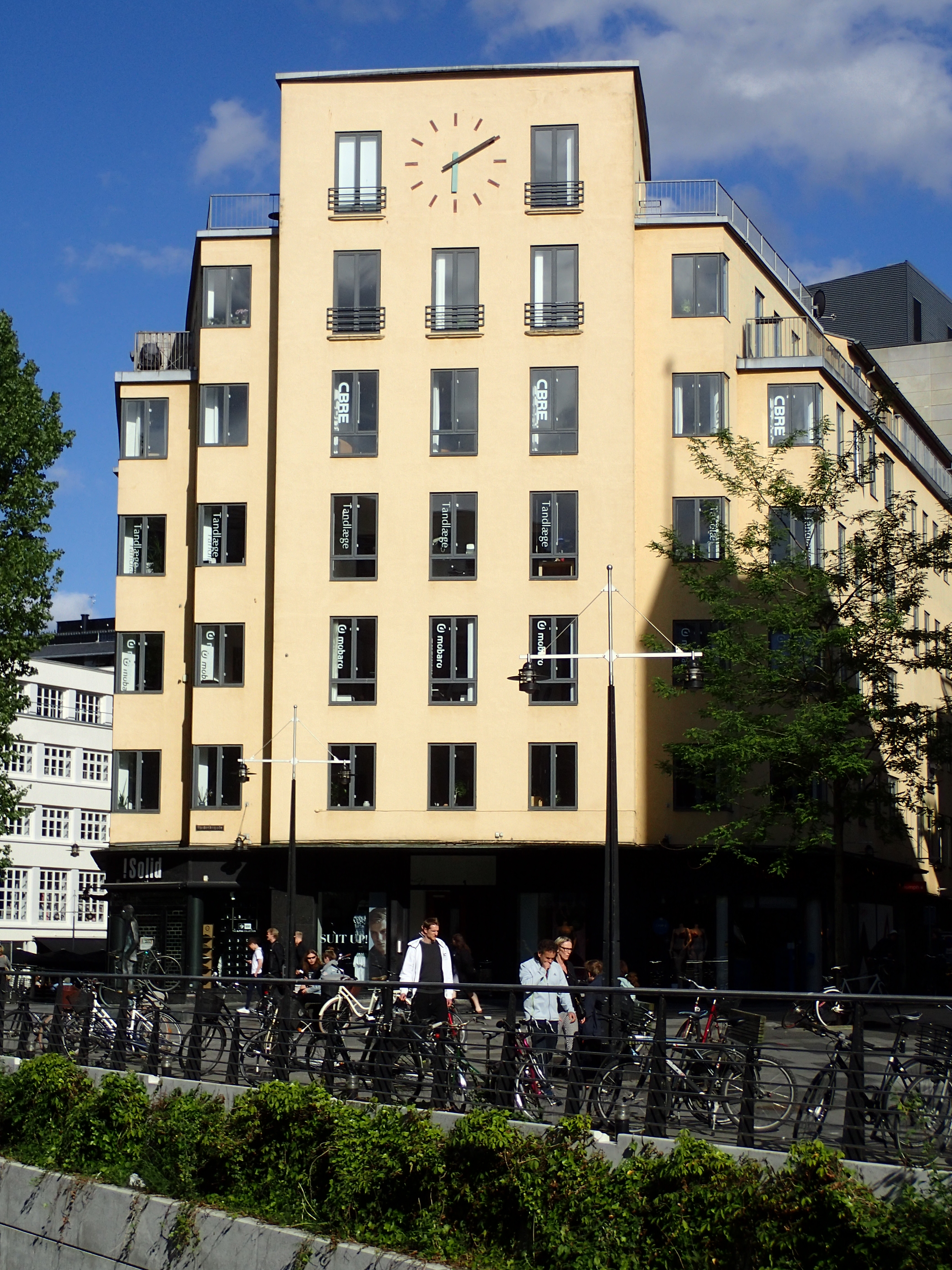
Frederiksgade 1號（1939），奥胡斯
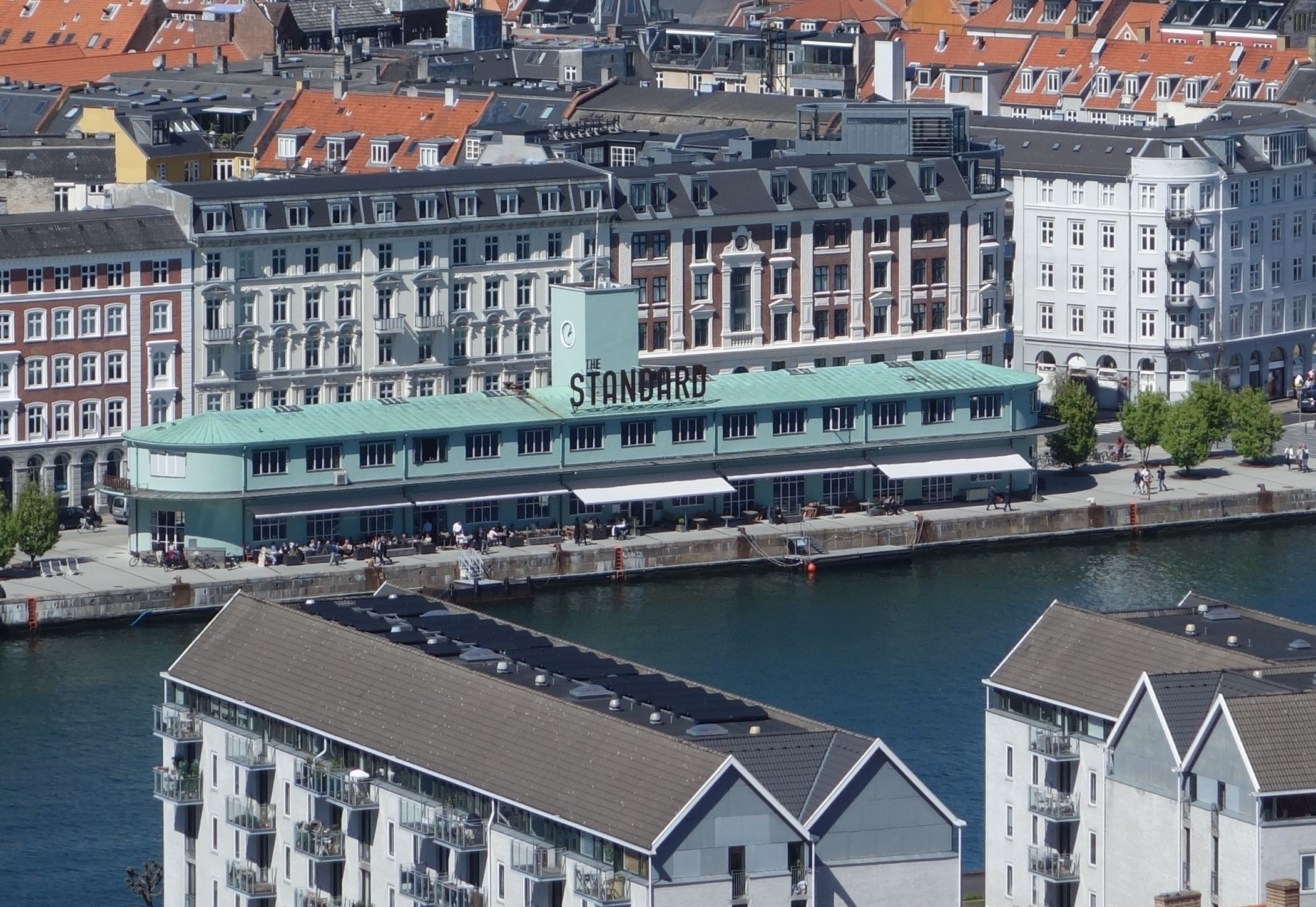
The Standard餐廳（英语：The Standard, Copenhagen）（1937年），哥本哈根
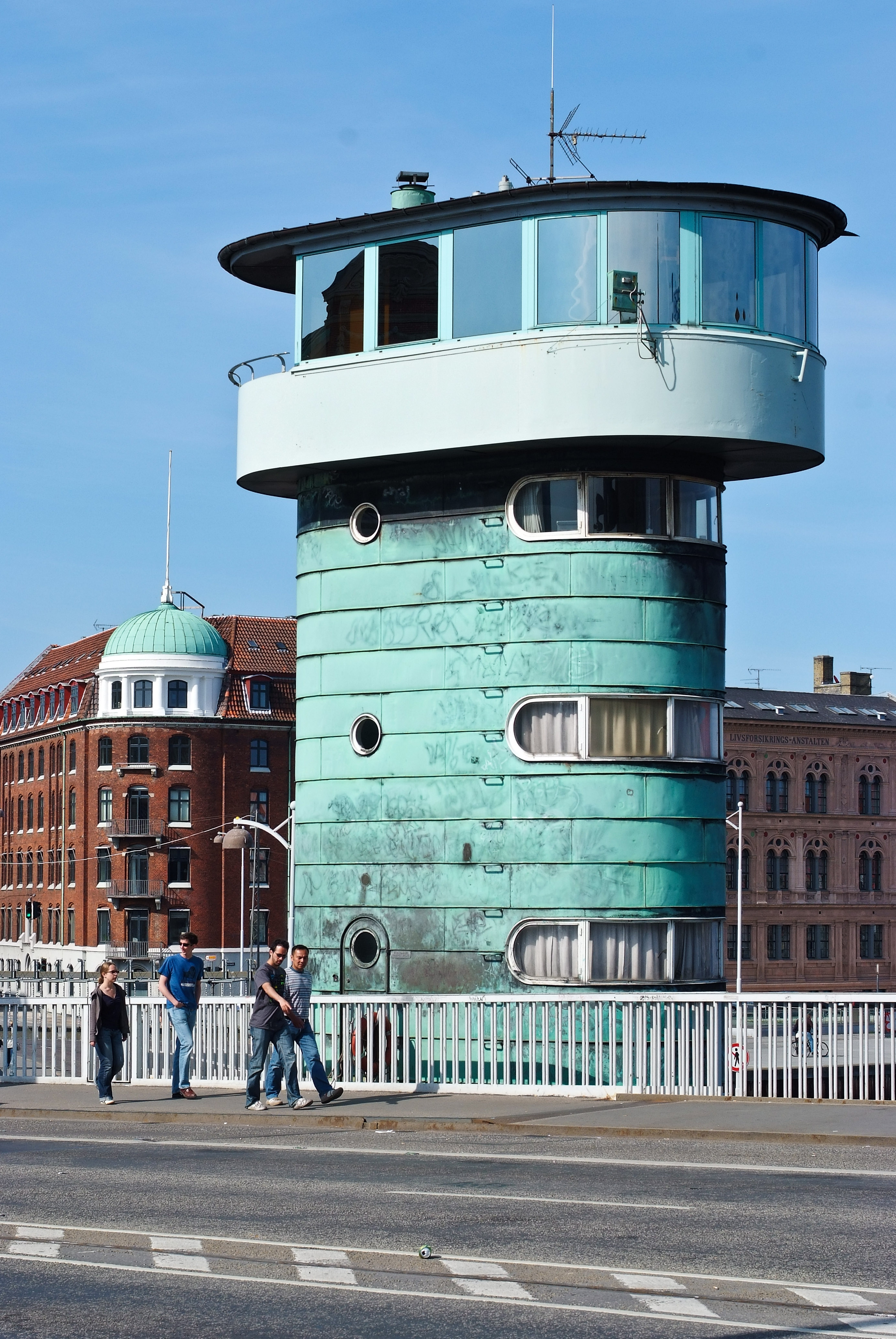
Knippelsbro桥（1935年），哥本哈根
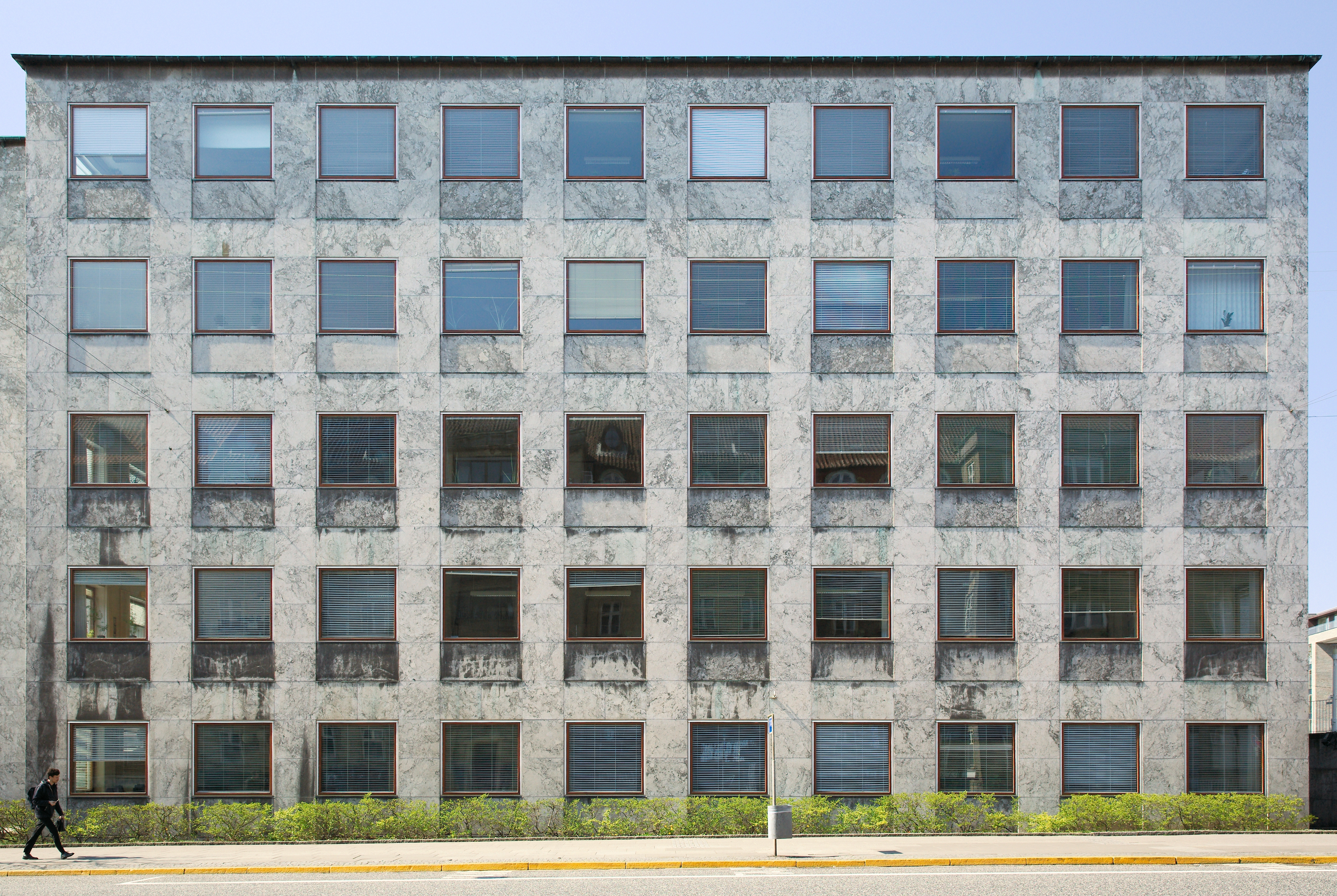
奧胡斯市政廳大理石立面（1941年），奥胡斯
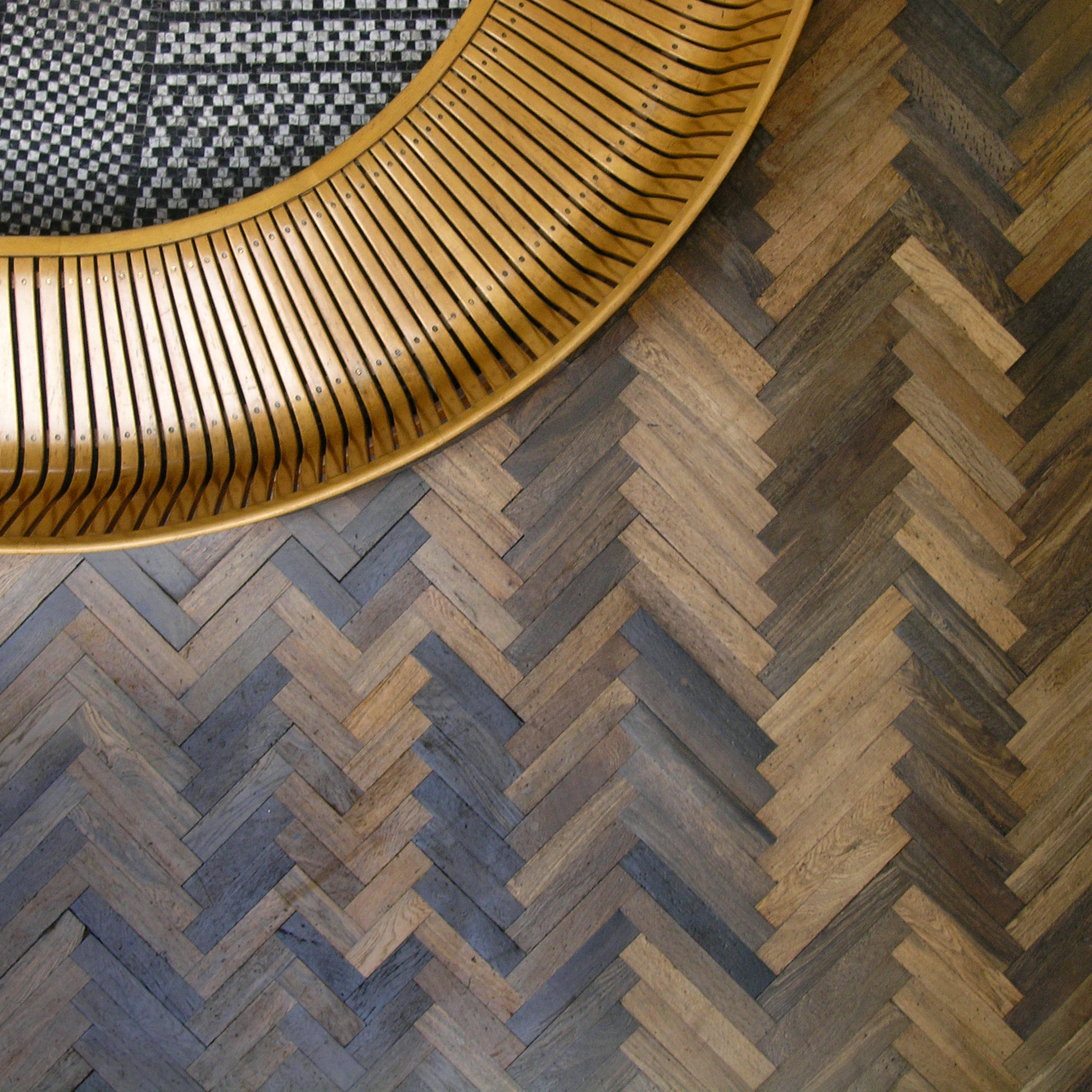
奥胡斯市政厅，内部细节
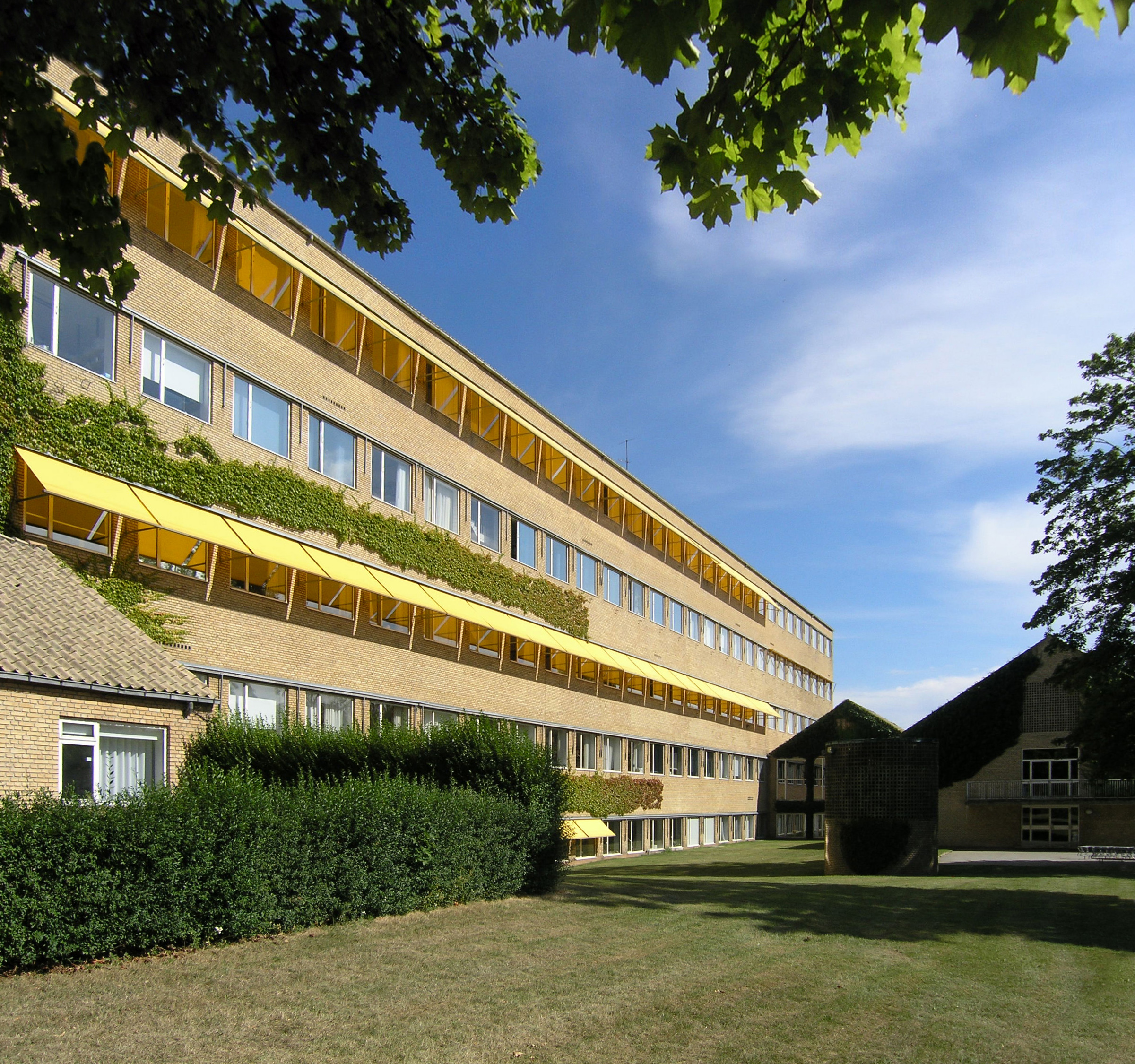
奥胡斯大学（1933年起）。这栋建筑建于1974年。

#### 芬蘭
芬蘭的使用funkis風格的最高產、著名的建築師包括阿尔瓦·阿尔托和埃里克·布吕格曼，他們从20世紀30年代開始就參與其中。圖爾庫地區開創了這種新風格，而《Arkkitehti》期刊在芬蘭語境中調和並討論了功能主義。許多funkis風格的第一批建築都是工業建築、機構和辦公室，但後來擴展到其他類型的建築物，如住宅建築、個人住房和教堂。功能主義設計也傳播到室內設計和家具，例如標誌性的帕伊米奥疗养院，設計於1929年，建於1933年。
阿爾托早在20世紀20年代末在圖爾庫設計住宅建築時就引入了標準化的預製混凝土構件。這種技術成為了二戰後的現代主義建築後來發展的基石，特別是在20世紀50年代和60年代。他還引入了序列化生產的木製房屋。

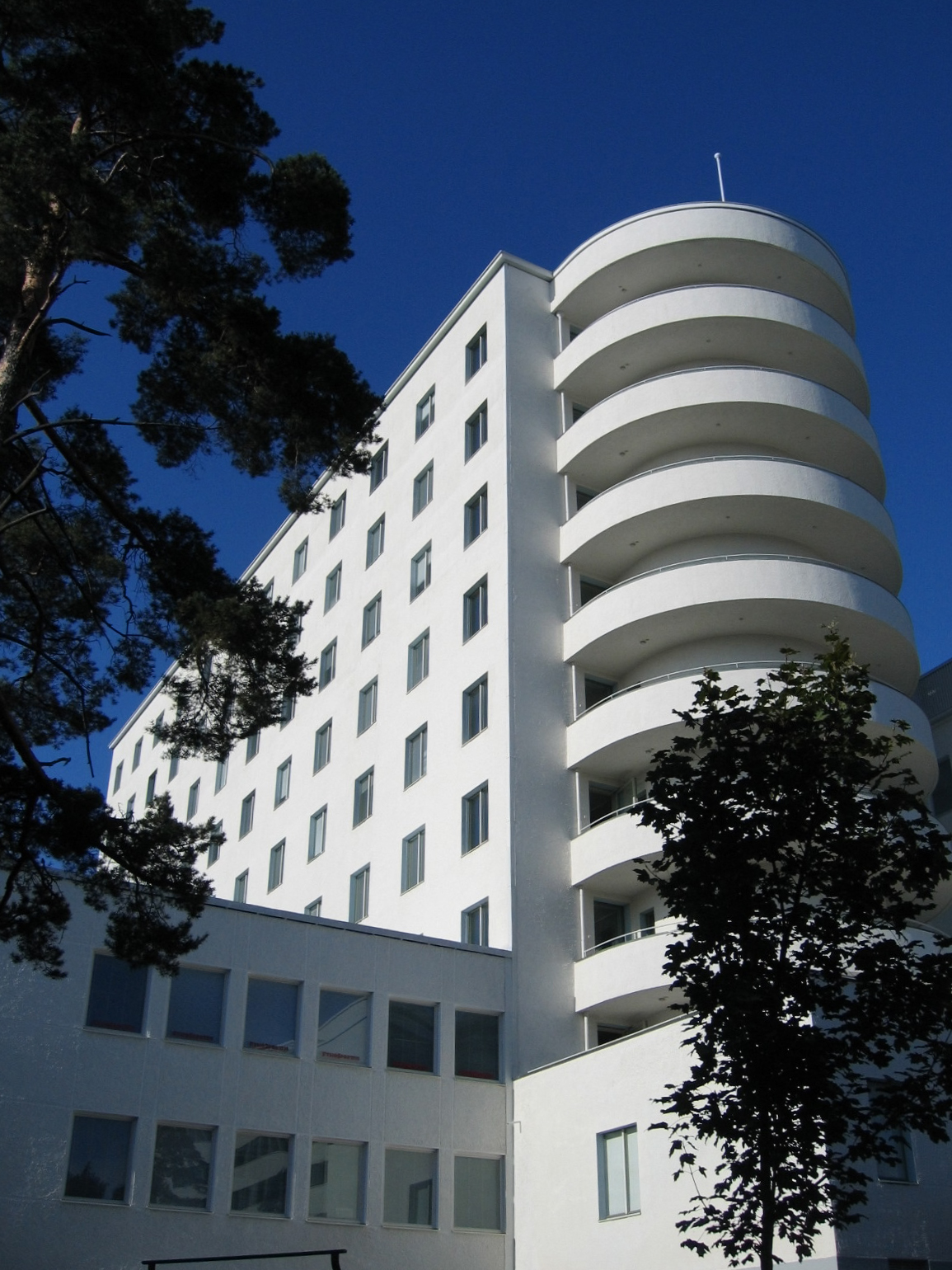
蒂尔卡医院（英语：Tilkka） （1936年），赫尔辛基
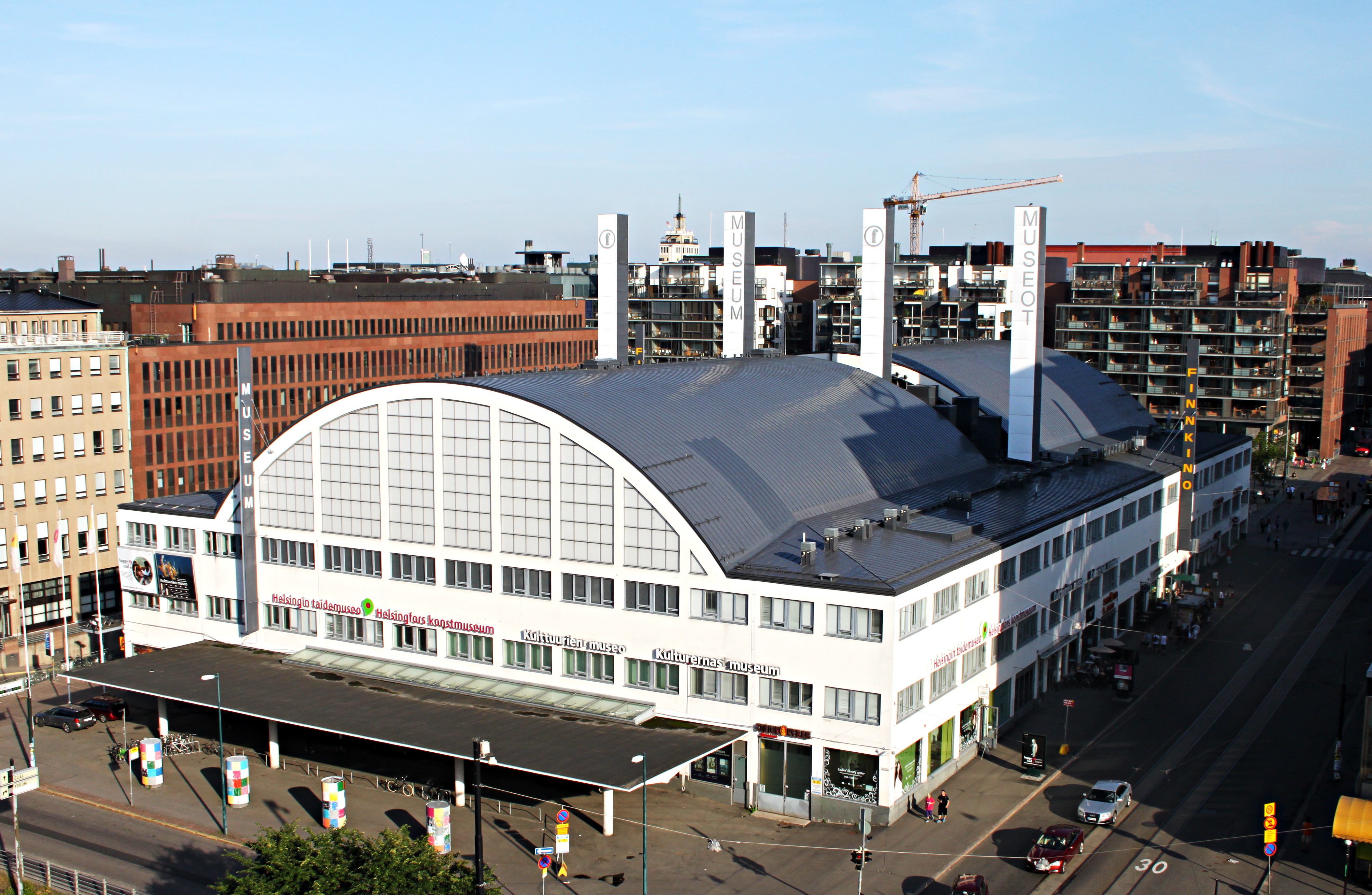
网球宫（英语：Tennispalatsi）（1937），赫尔辛基
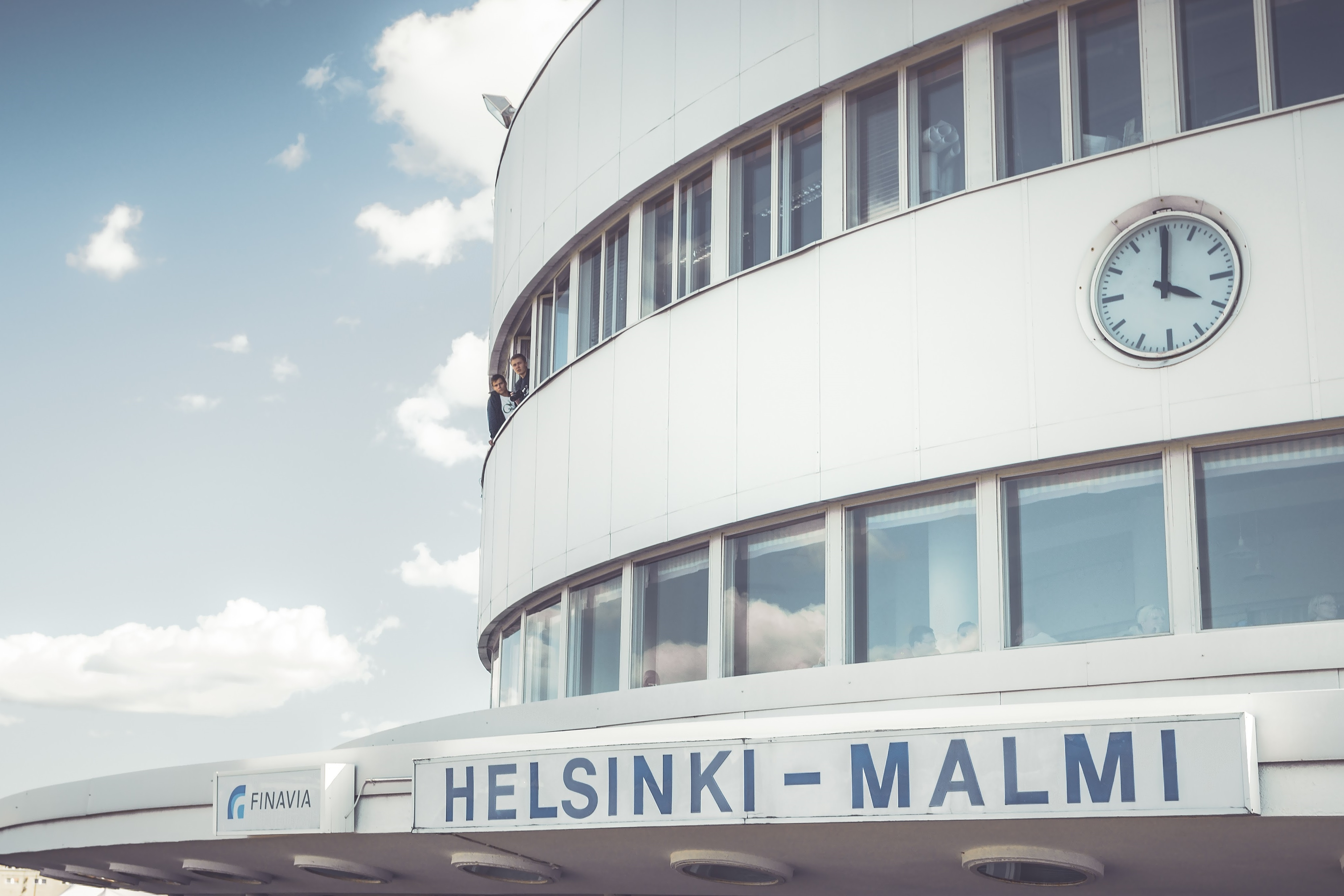
赫尔辛基-马尔米机场航站楼（1938）
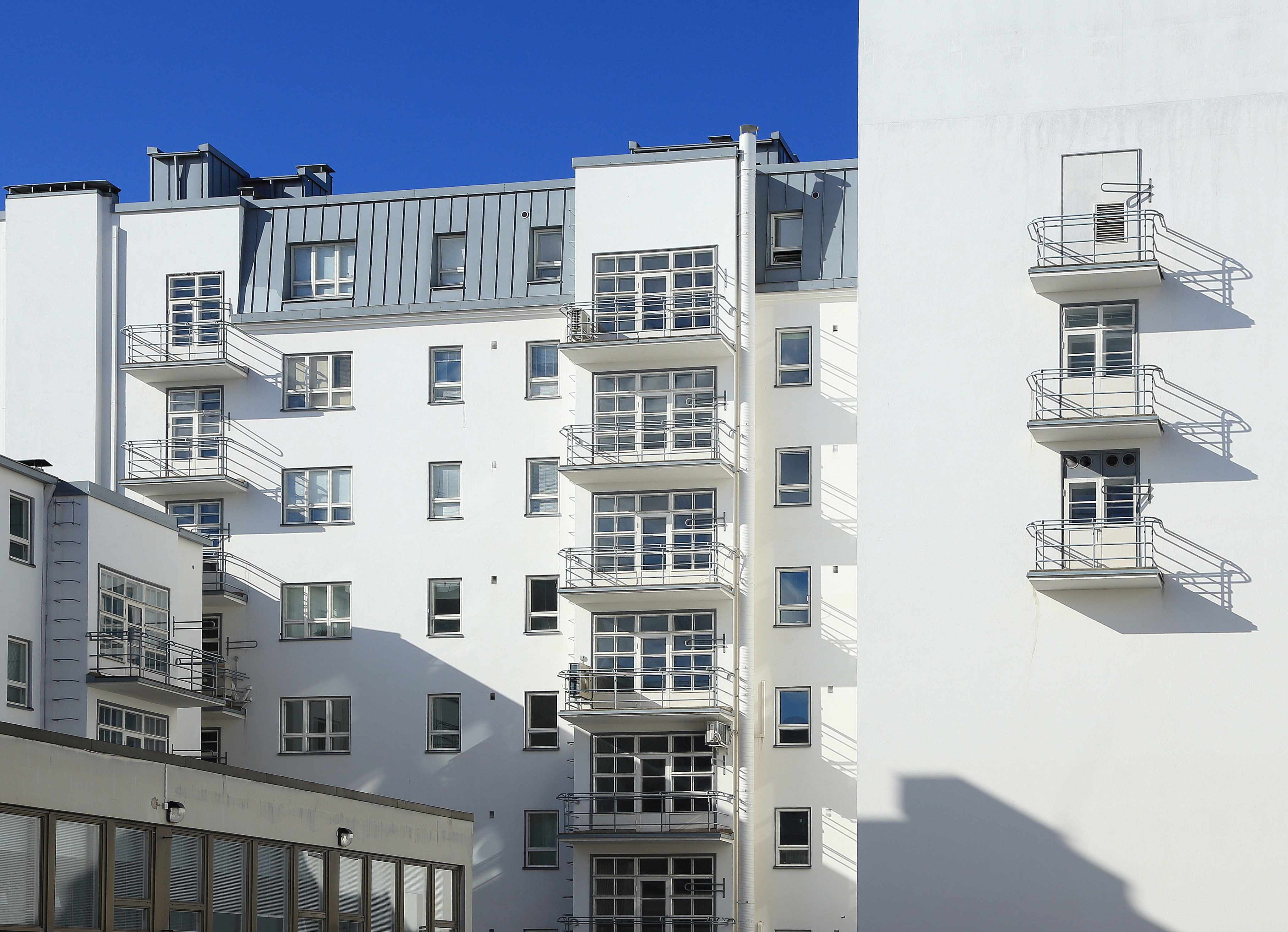
Valkea Linna（白色城堡），奥卢
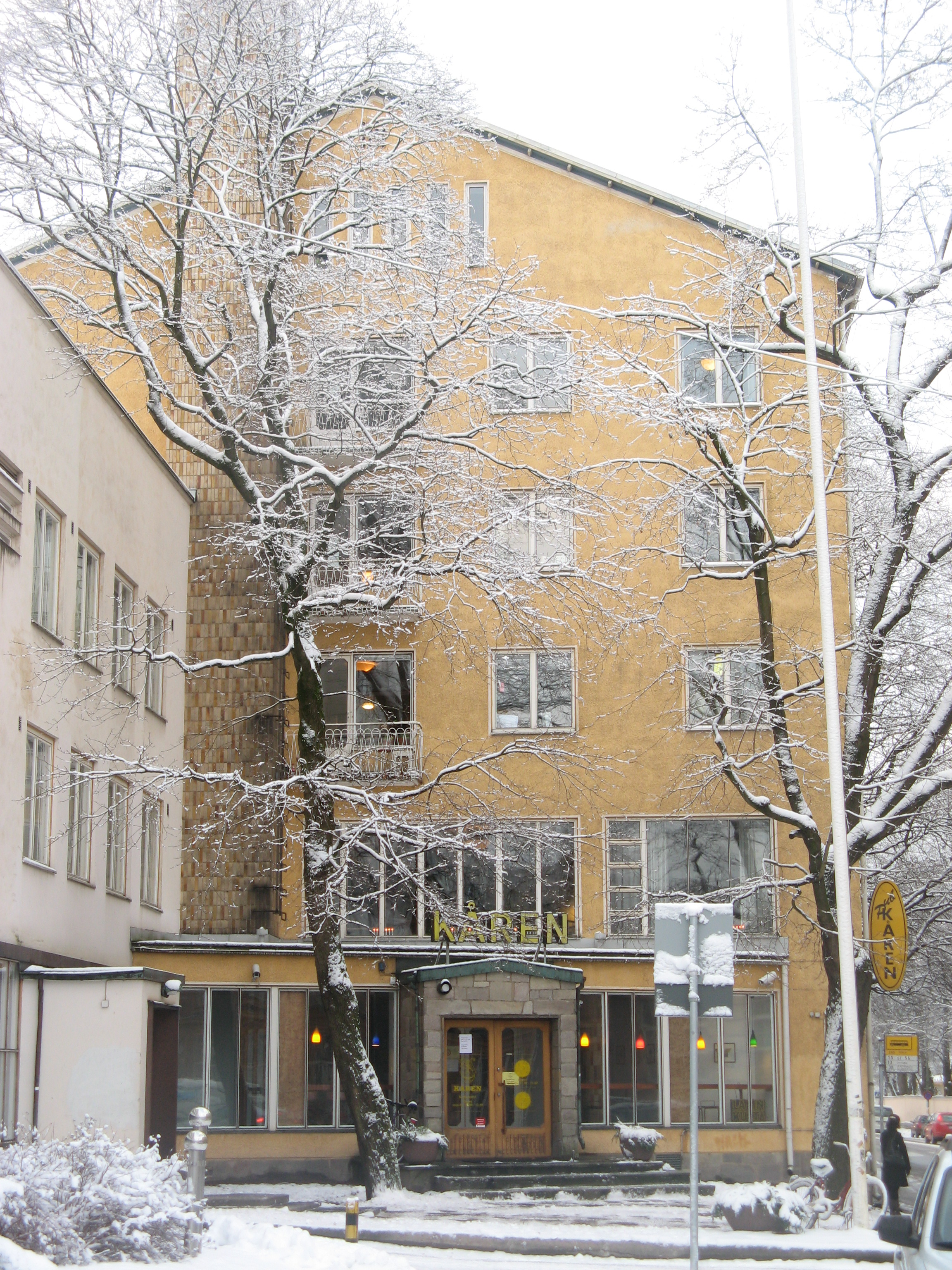
Kåren，奥布学术大学
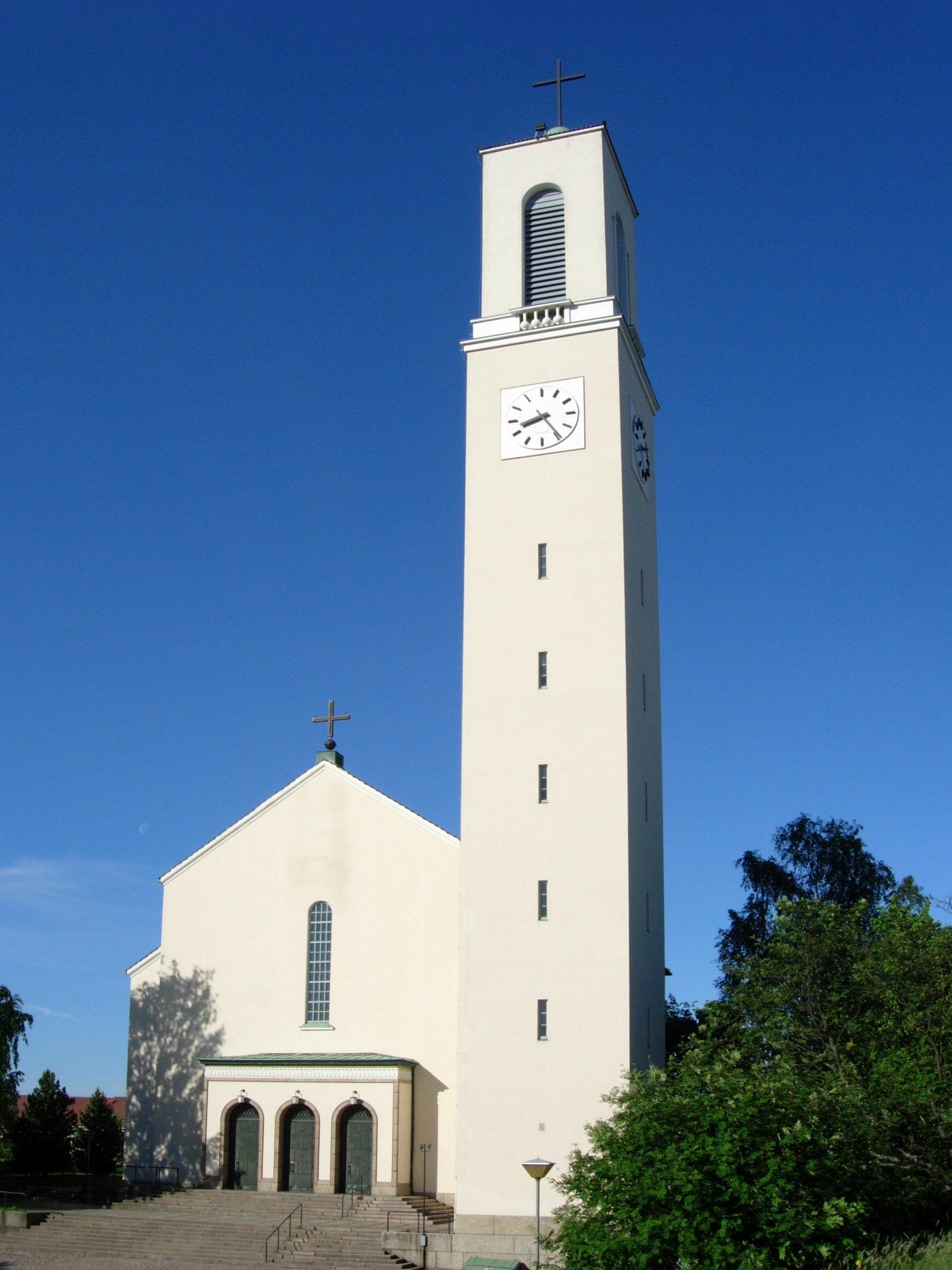
马丁教堂（英语：Martin's Church） （1933年），圖爾庫
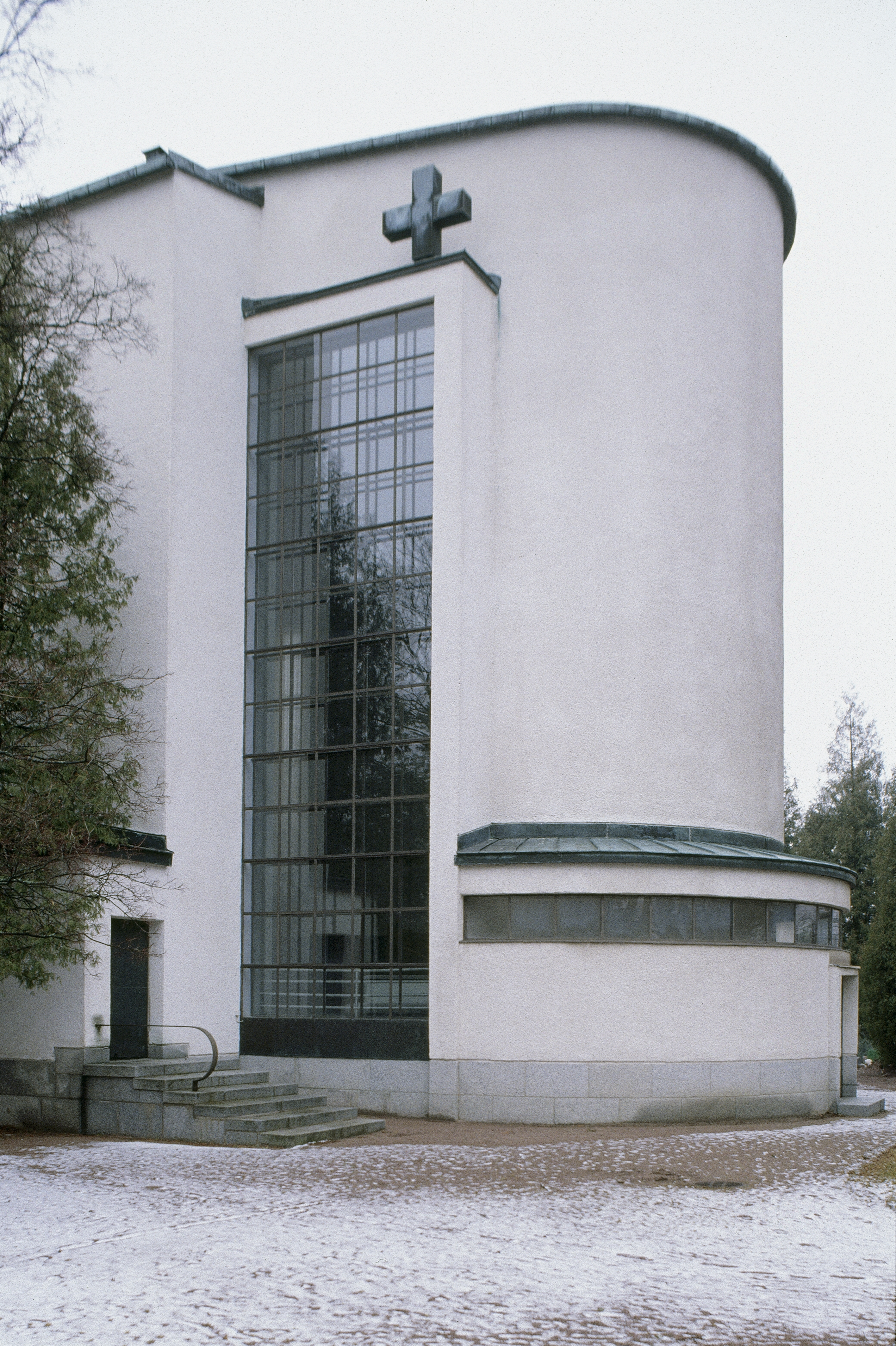
納基拉教堂（芬蘭語：Nakkilan kirkko）（1937年），納基拉
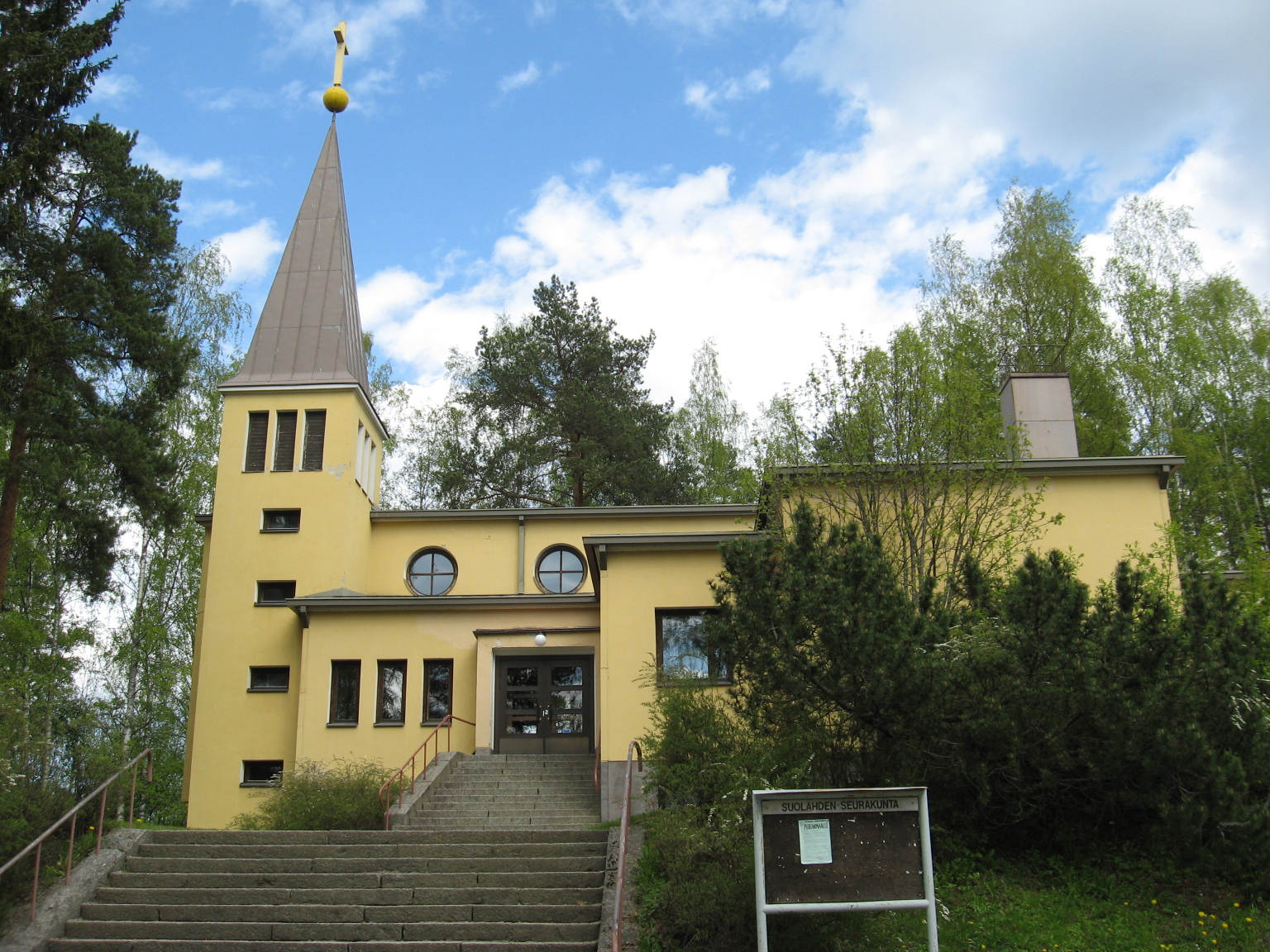
苏奥拉赫蒂教堂（芬蘭語：Suolahden kirkko）（1940年），艾內科斯基
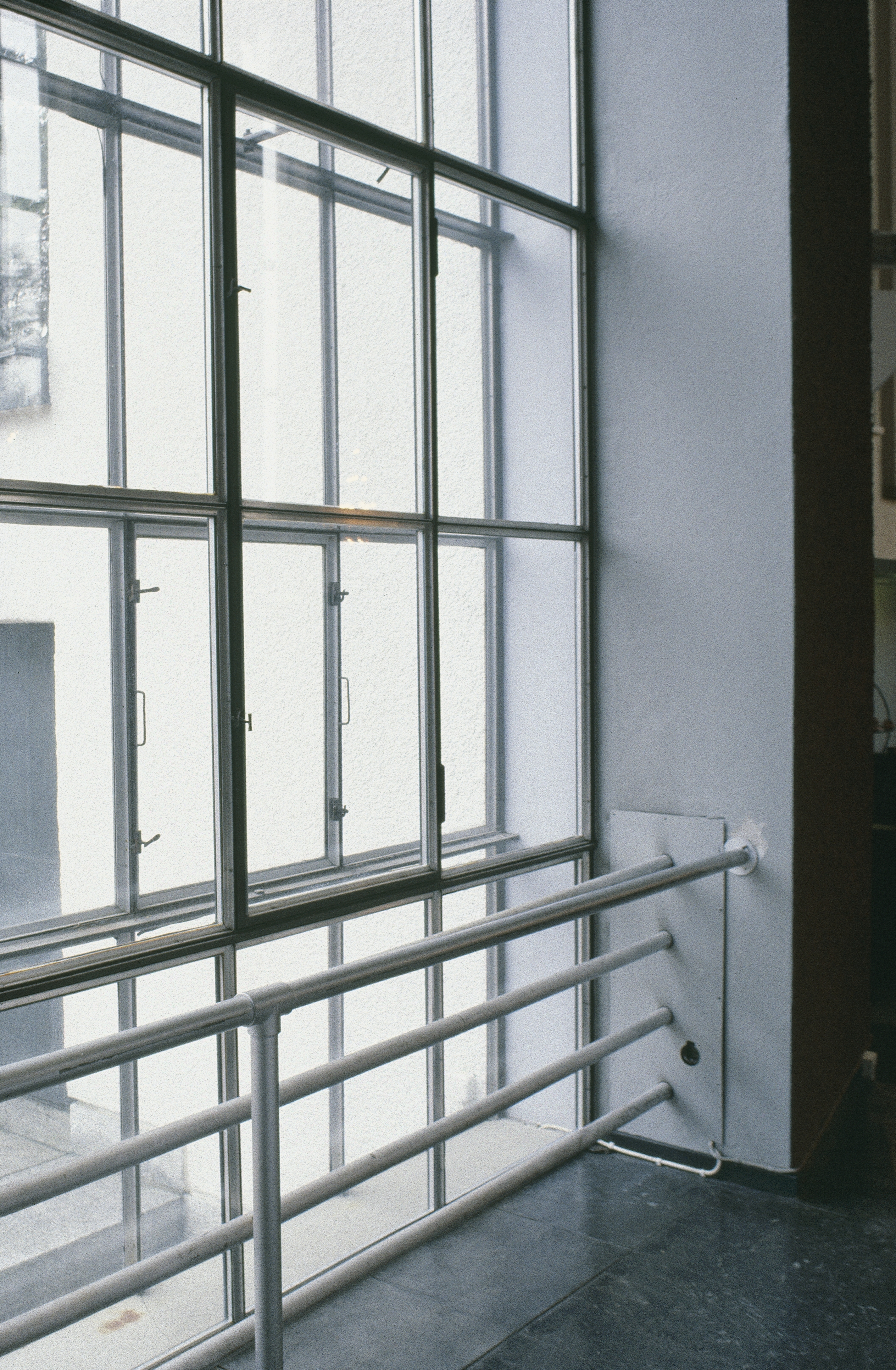
北欧funkis的典型玻璃和栏杆细节（納基拉教堂）

### 波蘭
1918年至1939年間，兩次大戰之間前衛的波兰建築師給歐洲現代建築和功能主義遺產留下了顯著的影響。很多波蘭建築師都着迷於勒·柯比意，例如他的波蘭學生Jerzy Sołtan和他的同事Helena Syrkus、Roman Piotrowski和Maciej Nowicki。勒·柯比意談到波蘭人（當大教堂是白色的時候，巴黎，1937年）時說：「學院派風氣在各地傳播。然而，荷蘭人相對沒有偏見。捷克人相信『現代』，波蘭人亦然。」斯坦尼斯瓦夫·布鲁卡尔斯基（Stanisław Brukalski）等其他波蘭建築師與赫里特·里特费尔德會面並受到他的啟發。在里特费尔德的施罗德住宅完工僅僅幾年之後，波兰建筑师斯坦尼斯瓦夫·布鲁卡尔斯基于1929年在华沙建造了自己的房子，據信是受到他造訪的施羅德住宅的啟發。他的現代住宅波蘭案例於1937年在巴黎世博會上獲得銅獎。第二次世界大戰前不久，波蘭時興在遍布綠色植物的波蘭富人區建造許多大型豪宅區，例如華沙的Saska Kępa區和格丁尼亞港的卡缅纳古拉區。1918-1939年波蘭功能主義建築最具特色的特徵是舷窗、屋頂露台和大理石內飾。
波蘭功能主義建築最傑出的作品可能是格丁尼亚全市，一座建於1926年的現代波蘭海港市。

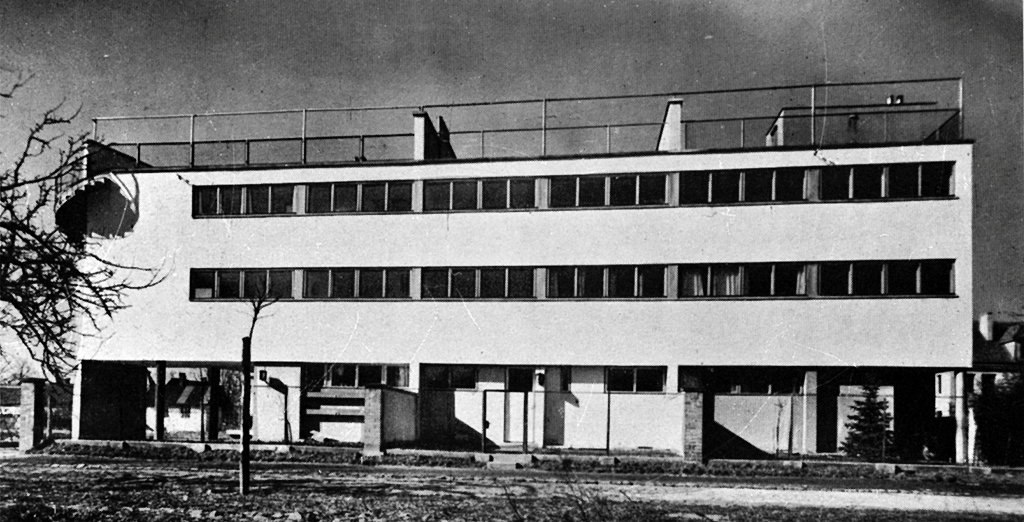
设有屋顶花园的Bohdan Lachert别墅（1929年），华沙
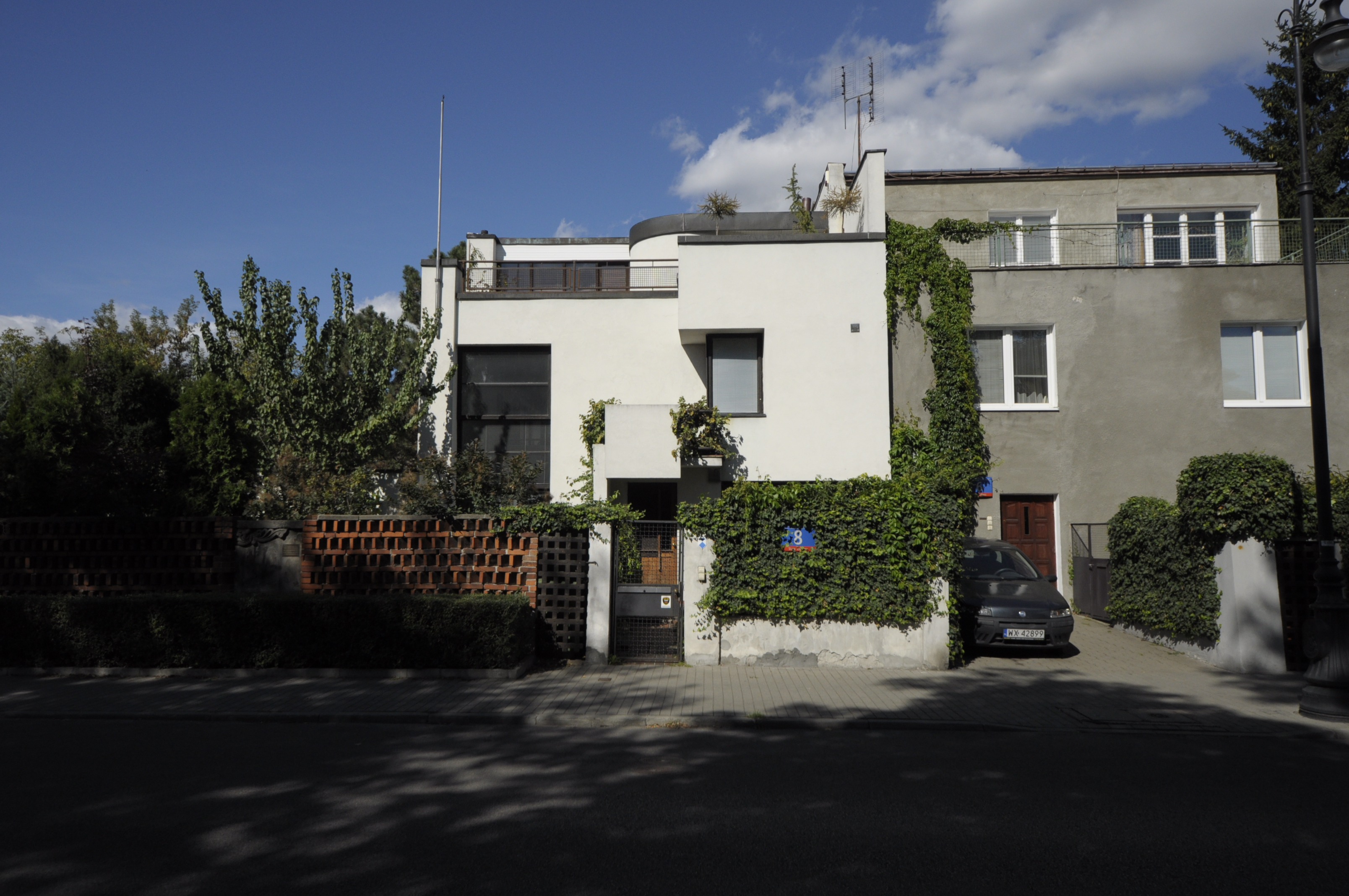
Stanisław Brukalski别墅（1929年），华沙
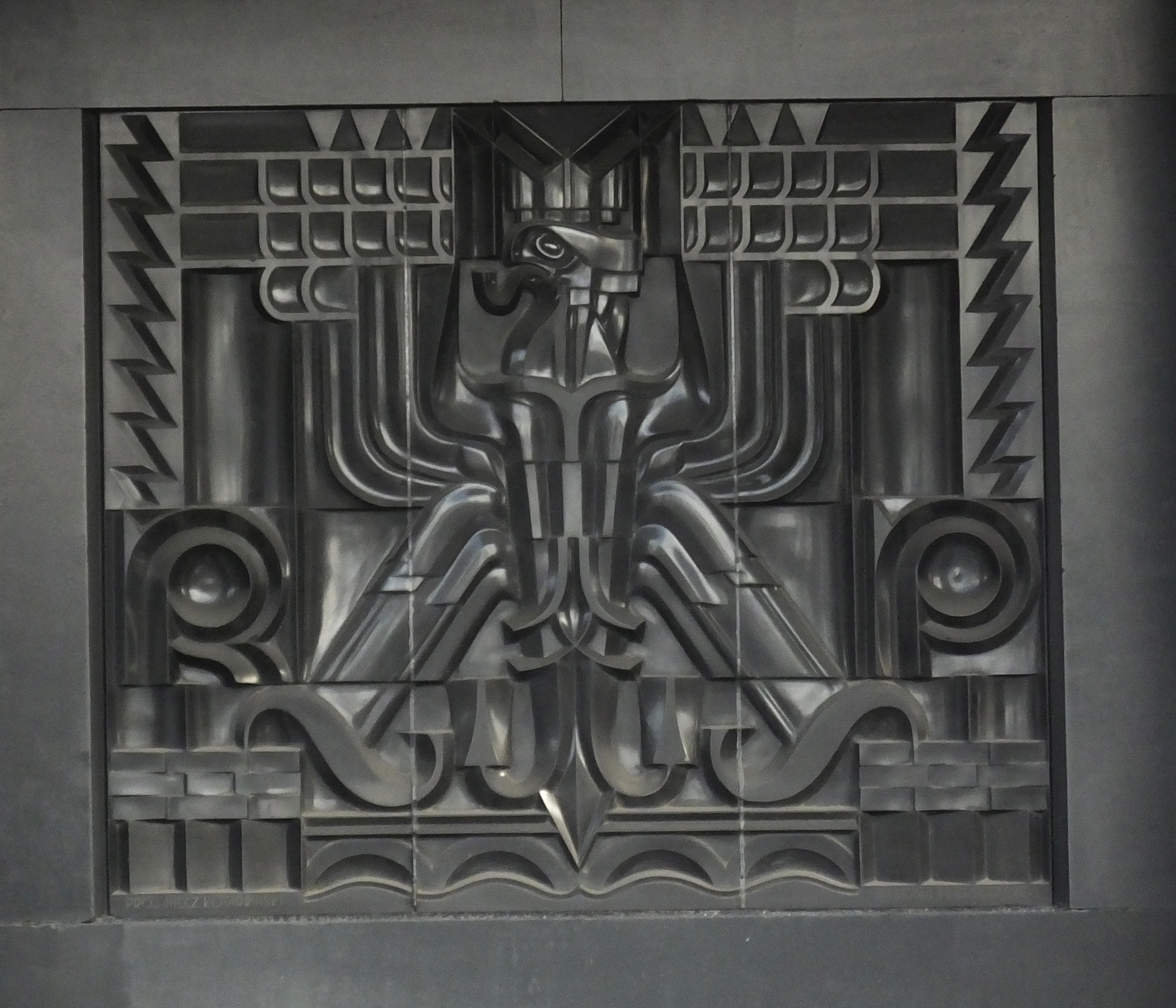
Rudolf Świerczyński基礎設施部（1931年），华沙。入口细节，波兰徽章的玄武岩浮雕。
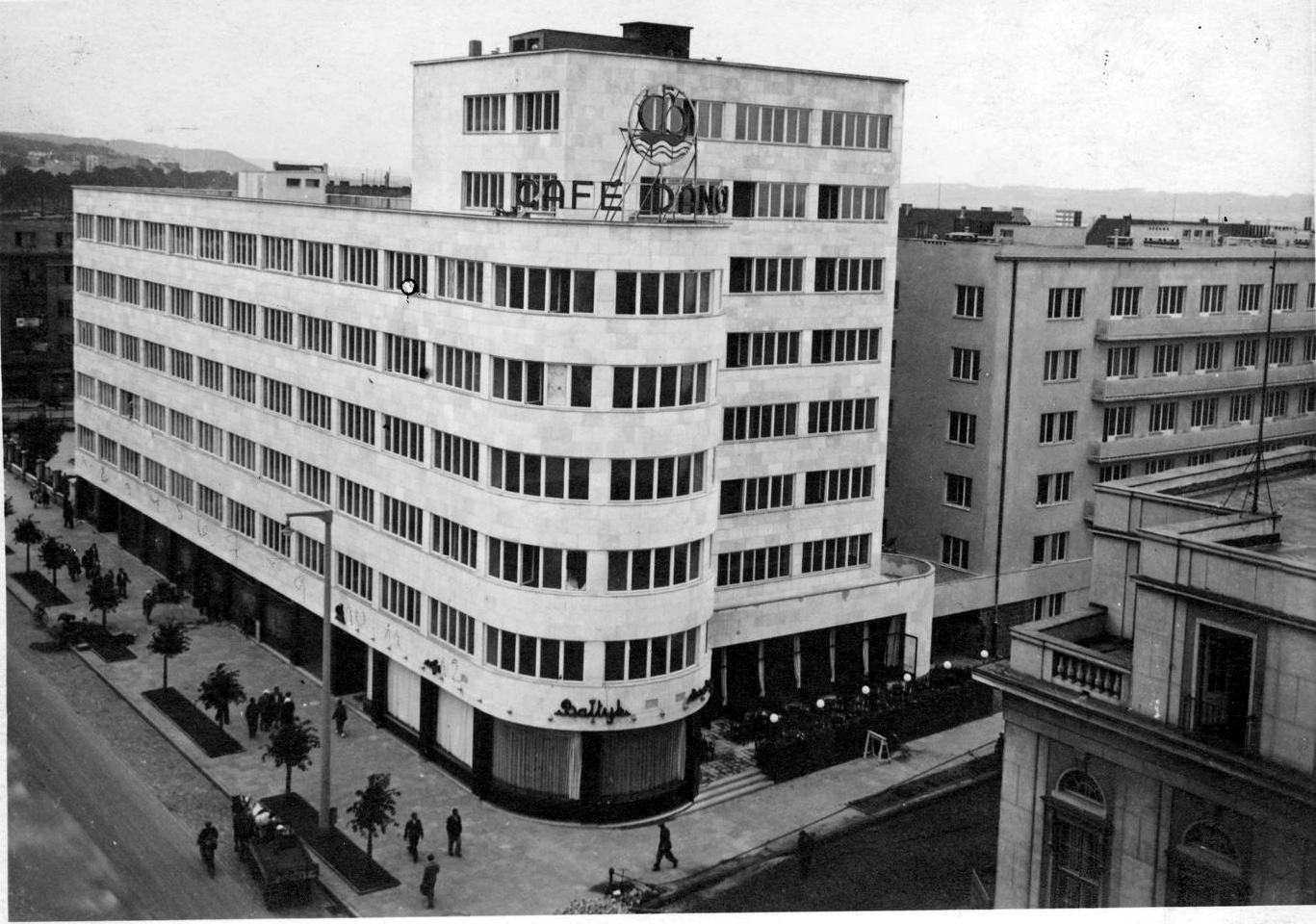
罗马Piotrowski保险大厦（1936年），格丁尼亚港
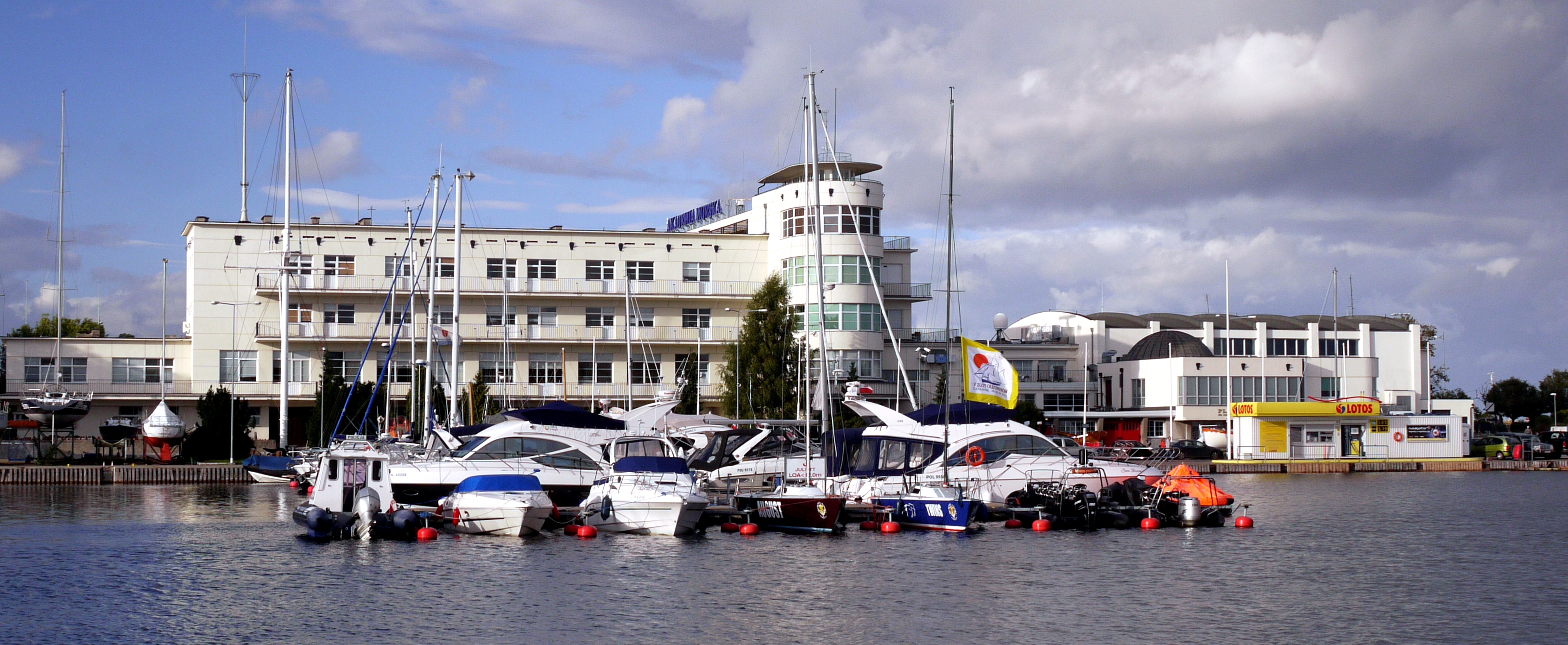
Bohdan Damięcki海事大学（1937年），格丁尼亚港
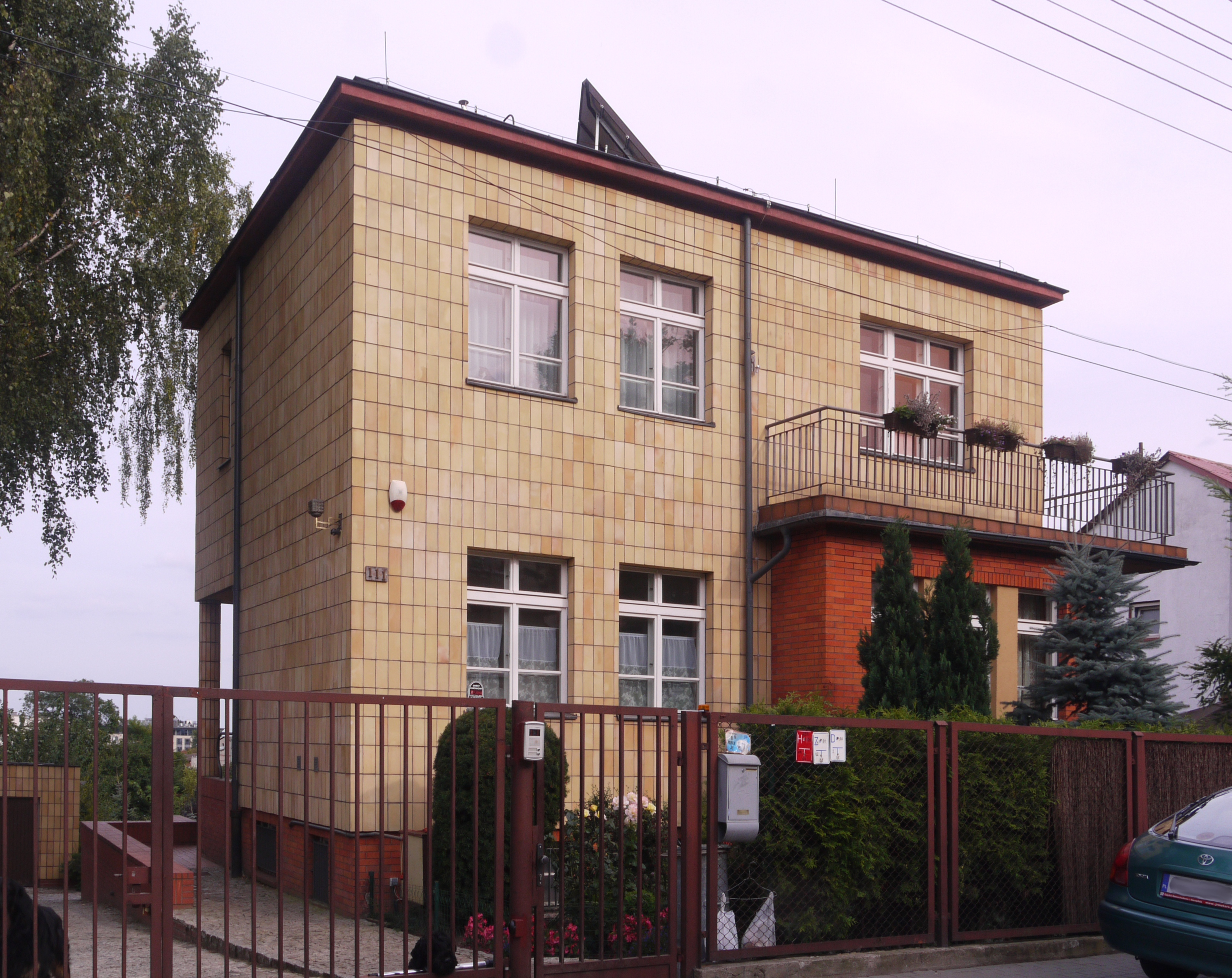
Narcyz Obrycki别墅（1937年），格丁尼亚港
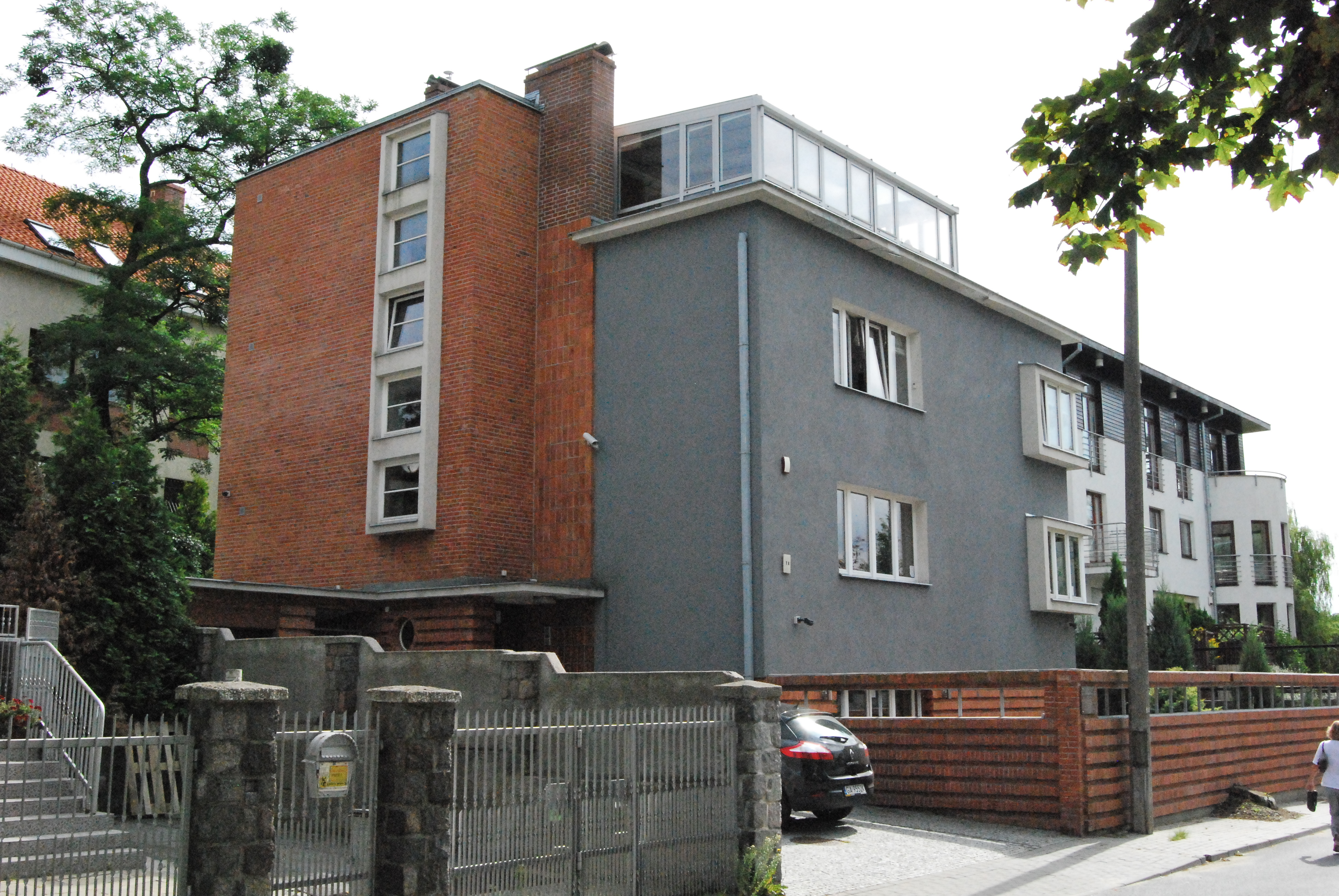
Tadeusz Kossak别墅（1938年），格丁尼亚港。后面有三个大舷窗。
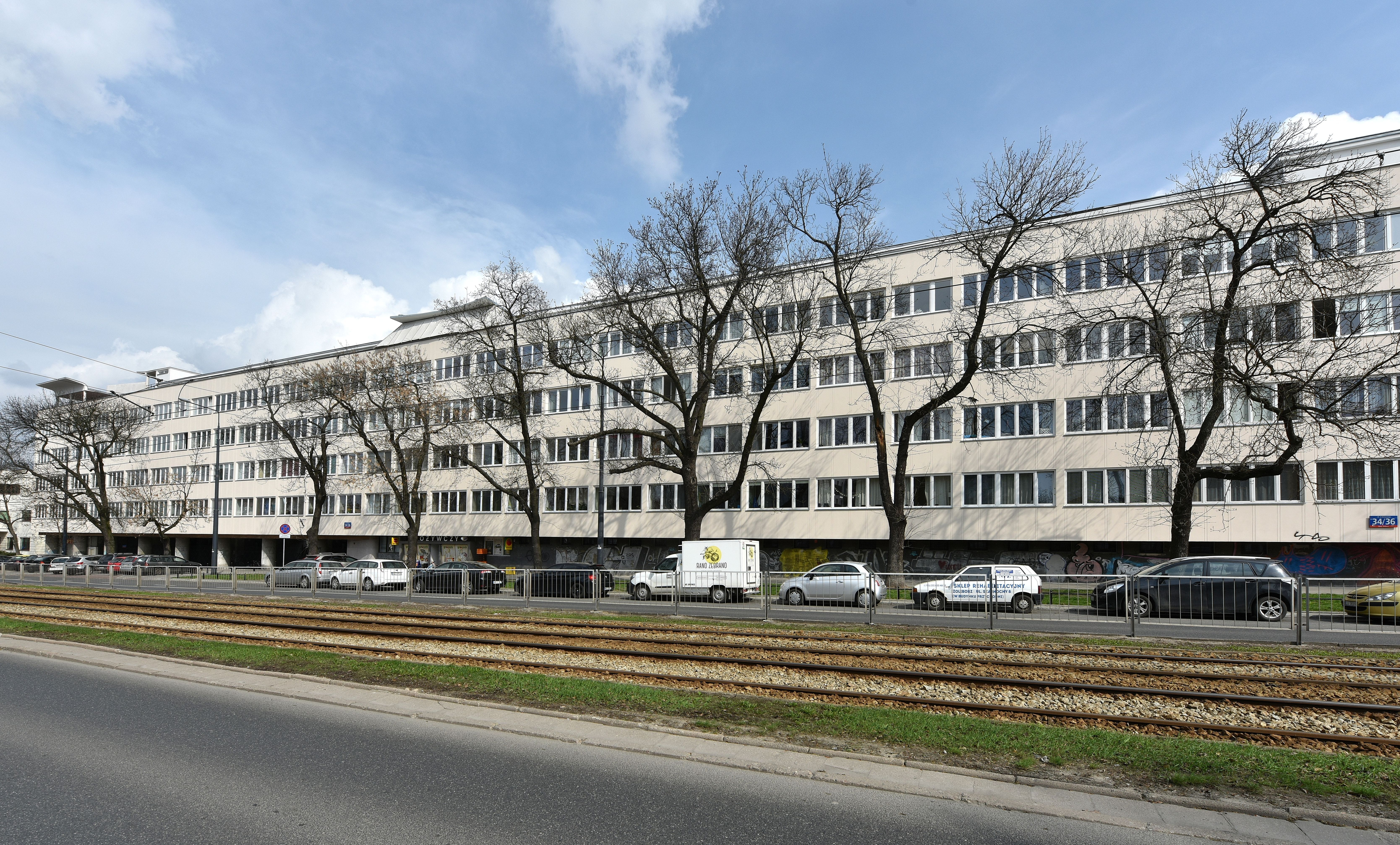
Juliusz Żórawski住房单元“玻璃屋”（1938-1941），华沙，每间豪华公寓面积为177平方米，设有大型屋顶露台。

## 案例
知名的功能主義建築包括：
- 德国，德国贸易联盟联合学校
- 捷克布爾諾，圖根哈特別墅

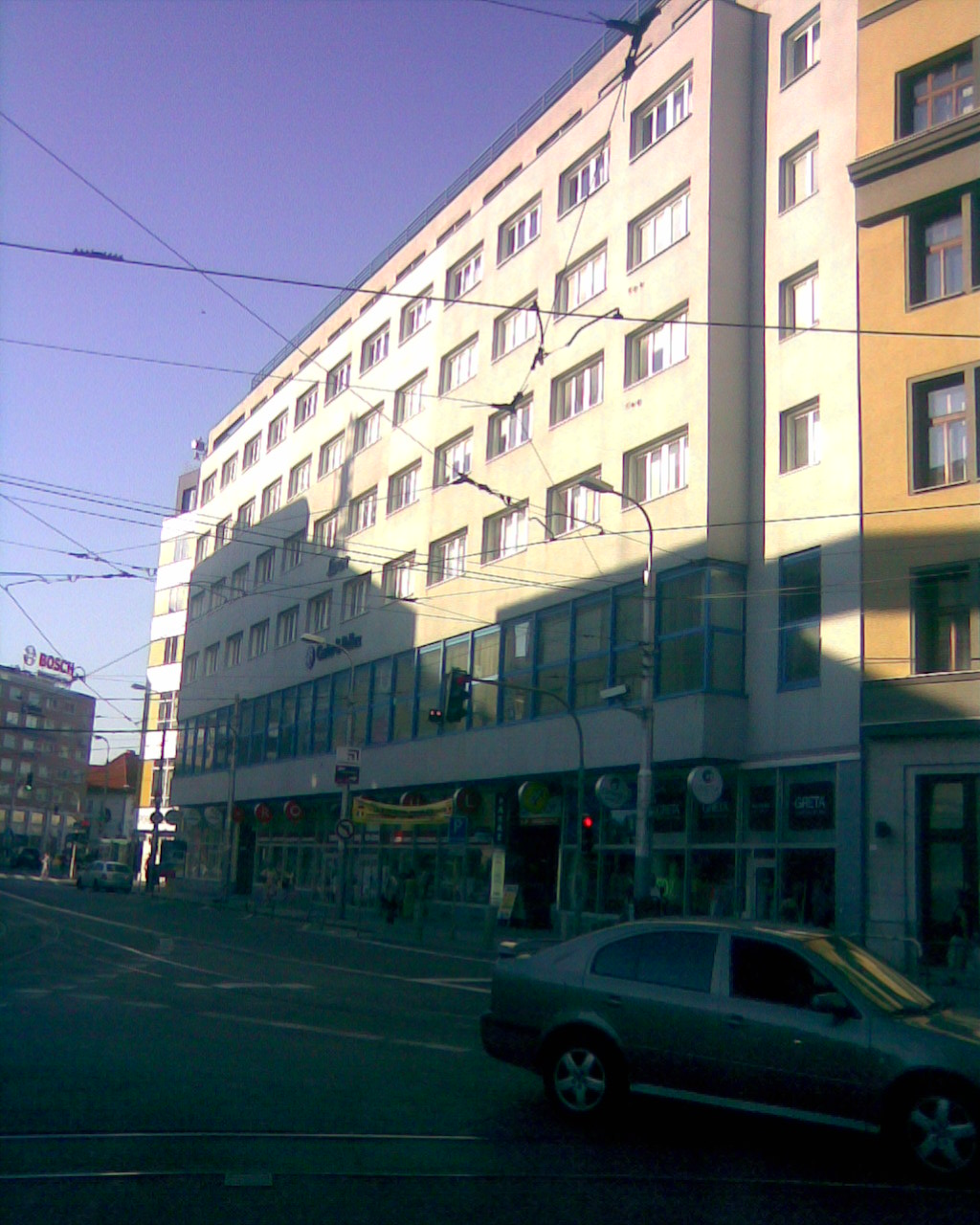
Obchodný a obytný dom Luxor，1937年，布拉迪斯拉发（斯洛伐克）

- 捷克布拉格，Veletržní palác
- 斯洛伐克布拉迪斯拉发，Obchodný a obytný dom Luxor
- 瑞典斯德哥尔摩，Södra Ängby
- 丹麦，奥胡斯大学
- 爱沙尼亚，Pärnu Rannahotell
- 爱沙尼亚，Pärnu Rannakohvik
- 法国普瓦西，薩伏伊別墅
- 冰岛斯托克塞里，Knarraros灯塔
- 捷克布爾諾，Kavárna Era
- 捷克布拉格，米勒別墅（英语：Villa Müller）
- 捷克布爾諾，Kolonie Nový dům
- 斯洛伐克布拉迪斯拉发，Administratívna budova spojov
- 捷克兹林市
- 葡萄牙波瓦-迪瓦爾津，斗牛竞技场

### 瑞典Södra Ängby
瑞典斯德哥尔摩西部的Södra Ängby的居住區混合了功能主義風格或國際風格以及田園城市的理想。它擁有500多座建築，仍然是瑞典甚至可能是世界上最大的成片的功能主義別墅區，在建於1933-1940年之後仍然保存了半個多世紀，並作為國家文化遺產受到保護。

### 捷克共和國茲林市

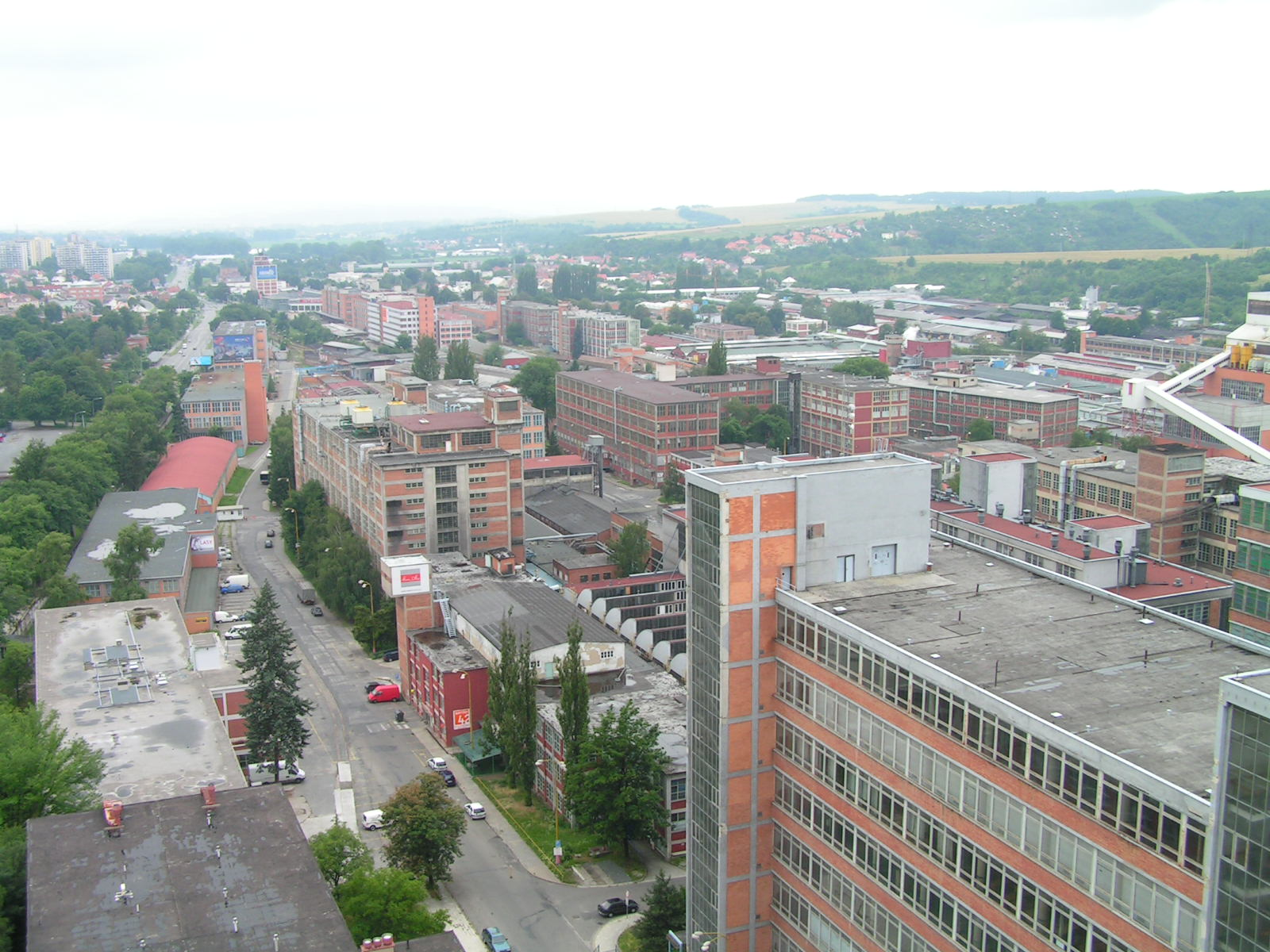
捷克共和国兹林市

兹林是捷克共和國的一座城市，在20世紀30年代完全按照功能主義的原則重建。在那时，該市是巴塔鞋業公司的總部，托馬斯·巴塔（Tomáš Baťa）發起了一個複雜的城市重建，其靈感来自功能主義和田園城市運動 。
茲林獨特的建築以其在兩次世界大戰之間發展過程中嚴格遵守的原則為指導。其核心主題是從工廠建築中推導出所有建築元素。工業生產在所有茲林居民生活中的核心地位得到強調。因此，相同的建築材料（紅磚、玻璃、鋼筋混凝土）被用於建造所有公共（和大多數私人）樓宇。茲林的建築的共同結構元素是20×20英尺（6.15×6.15米）的方形隔間。雖然被修改為多種變體，但這種高度的現代主義風格形成了所有建築物的高度統一性。它同時也突出了工業田園城市的核心和獨特理念。建築和城市功能主義是為了滿足現代城市的需求。其建築的簡潔性也轉化為其功能適應性，是為了對日常生活需求進行指導（並對其作出反應）。
茲林的城市規劃是František Lydie Gahura的創作，他是勒·柯比意在巴黎工作室的學生。這座城市的建築亮點包括托馬斯·巴塔別墅（Villa of Tomáš Baťa）、巴塔醫院（Baťa's Hospital）、大戲院（The Grand Cinema）和巴塔大廈（Baťa's Skyscraper）。

### 赫魯曉夫樓

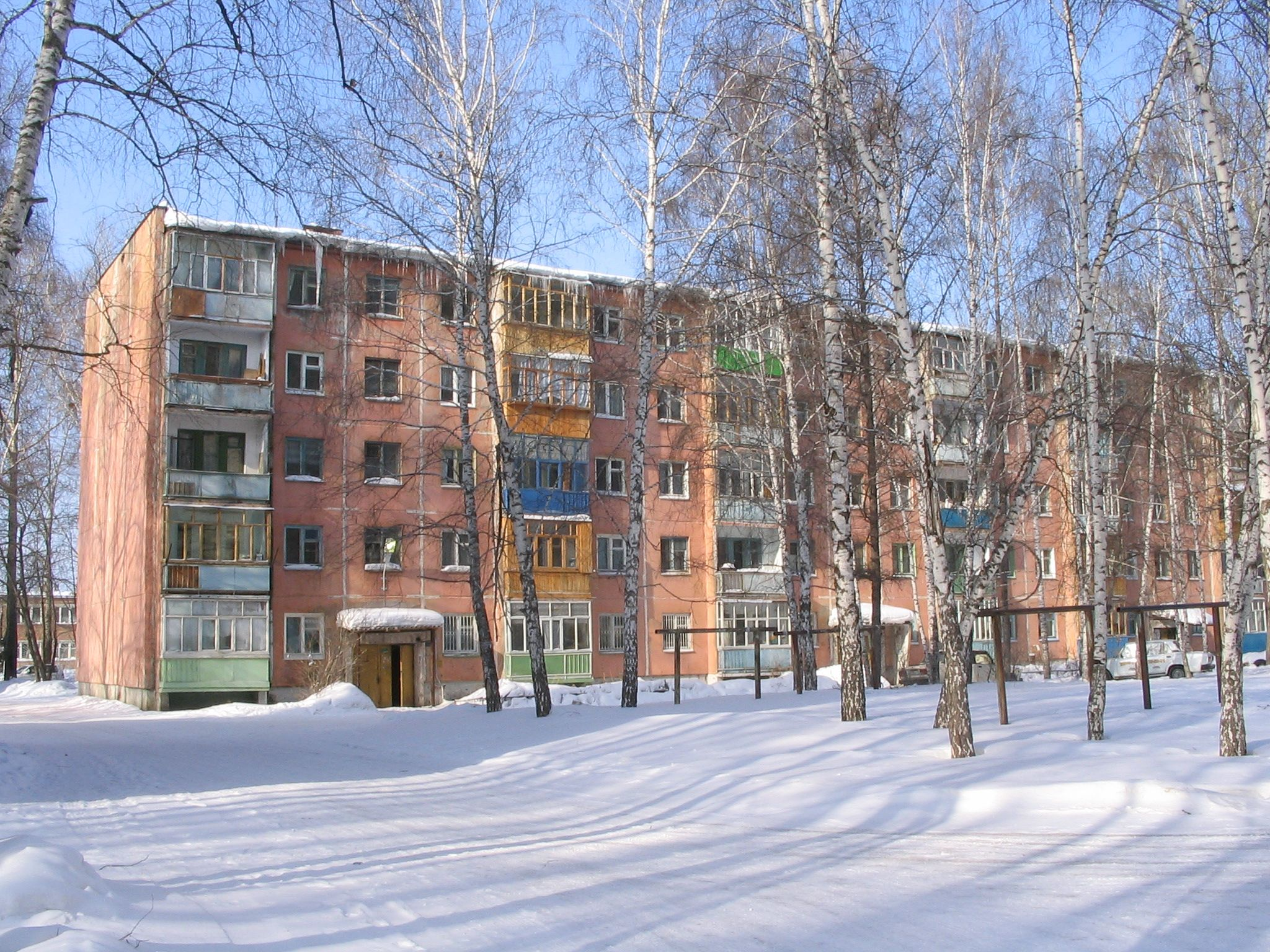
托木斯克的板式赫魯曉夫樓。

赫鲁晓夫楼（俄語：хрущёвка，IPA：[xrʊˈɕːɵfkə]）是一种低成本、混凝土板式或磚砌的3-5層公寓樓的非官方名稱，它是在20世紀60年代早期在苏联建設的，當時尼基塔·赫魯曉夫執掌蘇聯政府。這種公寓樓也被稱為“Khruschoba”（Хрущёв+трущоба，即赫魯曉夫+貧民窟）。

## 景觀設計中的功能主義
景觀設計功能主義的發展與其在建築領域中的發展並行。在住宅尺度，克里斯托福·唐纳德、詹姆斯·C·罗斯和盖瑞特·埃克博等設計師倡導的設計哲學是基於創造戶外生活空間以及房屋和花園的融合。 在更大尺度上，德國景觀設計師和規劃師莱贝雷希特·米格提倡在社會住房項目中使用花園種植食物，以此作為抵禦飢餓和增加家庭自給自足能力的一種方式。更進一步的大尺度上，國際現代建築協會倡導基於人類比例的城市設計戰略，並支持人類住區的四大功能：居住、工作、遊憩和交通。

## 另見
- 形式追随功能
- 包豪斯
- 现代主义建筑

## 書目
- Vers une Architecture and Villa Savoye: A Comparison of Treatise and Building - A multipart essay explaining the basics of Le Corbusier's theory and contrasting them with his built work.
- Behne, Adolf (1923). The Modern Functional Building. Michael Robinson, trans. Santa Monica: Getty Research Institute, 1996.
- Forty, Adrian (2000). "Function". Words and Buildings, A Vocabulary of Modern Architecture. Thames & Hudson, p. 174-195.
- Michl, Jan (1995). Form follows WHAT? The modernist notion of function as a carte blanche 1995. Read more articles on www.beautytips.pk

## 外部連結
- Fostinum：捷克和斯洛伐克功能主义建筑